# Liste der Biografien/Burg
Liste der Biografien |
Portal Biografien |
Personensuche
# |
A |
B |
C |
D |
E |
F |
G |
H |
I |
J |
K |
L |
M |
N |
O |
P |
Q |
R |
S |
T |
U |
V |
W |
X |
Y |
Z |
?
 
Ba |
Be |
Bd |
Bg |
Bh |
Bi |
Bj |
Bl |
Bm |
Bn |
Bo |
Br |
Bs |
Bu |
Bw |
By |
Bz
 
Bua |
Bub |
Buc |
Bud |
Bue |
Buf |
Bug |
Buh |
Bui |
Buj |
Buk |
Bul |
Bum |
Bun |
Buo |
Buq |
Bur |
Bus |
But–Buz
 
Bura |
Burb |
Burc |
Burd |
Bure |
Burf |
Burg |
Burh |
Buri |
Burj |
Burk |
Burl |
Burm |
Burn |
Buro |
Burp |
Burq |
Burr |
Burs |
Burt |
Buru |
Burv |
Burw |
Burx |
Bury |
Burz
Die Liste der Biografien führt alle Personen auf, die in der deutschsprachigen Wikipedia einen Artikel haben. Dieses ist eine Teilliste mit 739 Einträgen von Personen, deren Namen mit den Buchstaben „Burg“ beginnt.

## Burg
- Burg, Adam von (1797–1882), österreichischer Mathematiker und Technologe
- Burg, Anna (1875–1950), Schweizer Schriftstellerin und Lyrikerin
- Burg, Anton (1767–1849), deutscher Ackerbau-Werkzeugmacher und Maschinen-Fabrikant
- Burg, August (1820–1882), deutscher Industrieller
- Burg, Avraham (* 1955), israelischer Politiker und AutorAvraham Burg (* 1955)

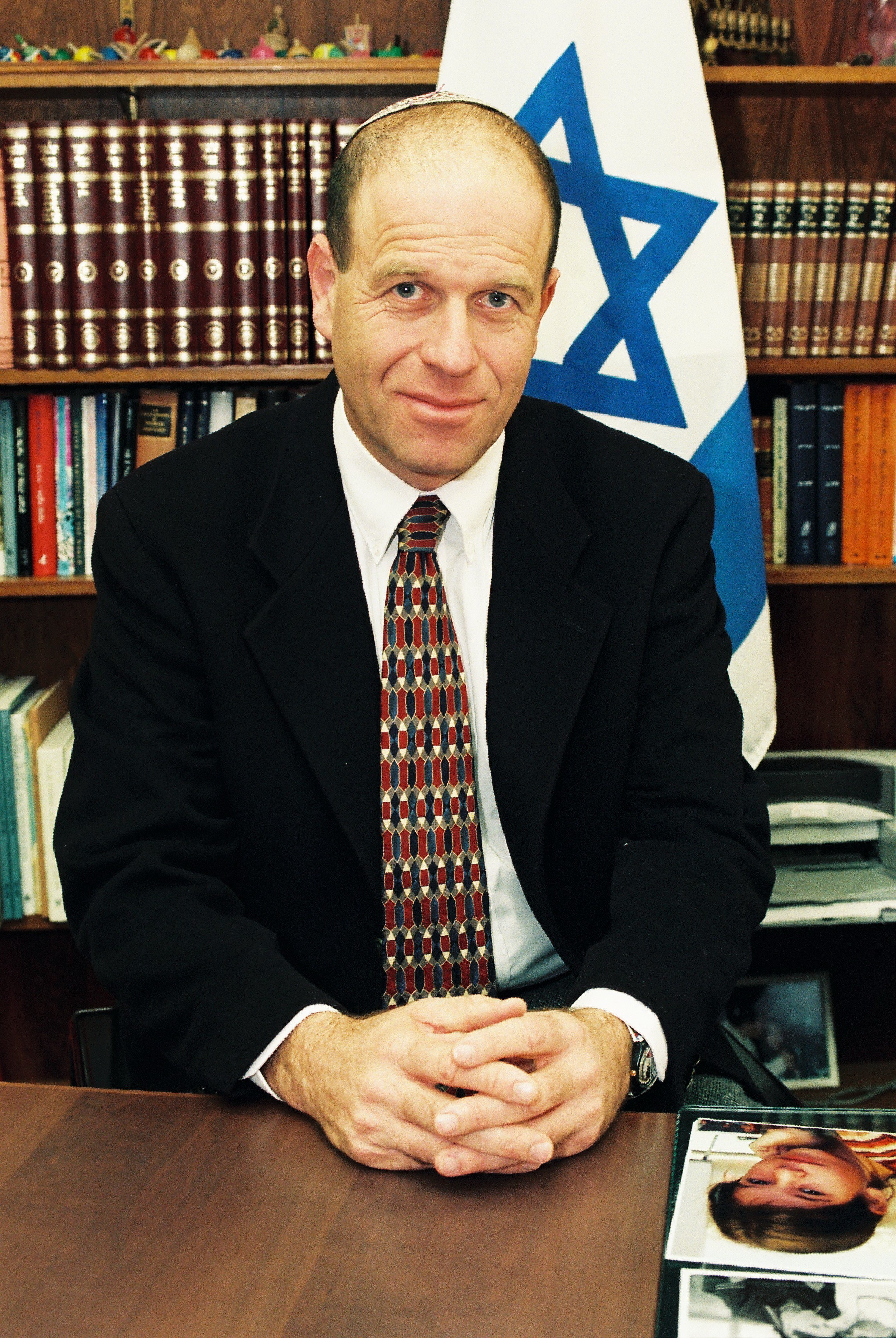
Avraham Burg (* 1955)

- Burg, Birger von der, schwedischer Skispringer
- Burg, Bobby (* 1977), US-amerikanischer Emo-Musiker
- Burg, C. W. (1885–1957), deutscher Synchronsprecher
- Burg, Dave van der (* 1993), niederländischer Radrennfahrer
- Burg, Dominique von (* 1946), Schweizer Journalist
- Burg, Emmy (1908–1982), deutsche Film- und Theaterschauspielerin
- Burg, Ernst von der (1831–1910), preußischer General der Infanterie
- Burg, Eugen (1871–1944), deutscher Schauspieler
- Burg, Fritz (1860–1928), deutscher Bibliothekar
- Burg, Günter (* 1941), deutscher und Schweizer Dermatologe
- Burg, Gustav von (1871–1927), Schweizer Lehrer, Ornithologe und Publizist
- Burg, Hansi (1898–1975), deutsch-österreichische Schauspielerin
- Burg, Hermann (1878–1946), deutscher Kunsthistoriker, Kunstschutz-Offizier, Galerist, Kunst- und Antikenhändler
- Burg, Ida (1864–1942), Opfer des Nationalsozialismus
- Burg, Ieke van den (1952–2014), niederländische Politikerin (PvdA), MdEP
- Burg, J. G. (1908–1990), deutscher Journalist
- Burg, Jacques (1862–1939), deutscher Theater-, Stummfilmschauspieler und Autor von Bühnenwerken
- Burg, Job ter (* 1972), niederländischer Filmeditor
- Burg, Johann (1652–1690), deutscher Mediziner, Arzt in Breslau
- Burg, Johann Friedrich (1689–1766), deutscher evangelischer Theologe
- Burg, Joosje (* 1997), niederländische Hockeyspielerin
- Burg, Joost van der (* 1993), niederländischer Radsportler
- Burg, Josef (1909–1999), israelischer Politiker (NRP) und Rabbiner
- Burg, Josef (1912–2009), jiddischer Schriftsteller
- Burg, Joseph Vitus (1768–1833), Bischof von Mainz
- Burg, Lou van (1917–1986), niederländisch-deutscher Showmaster und EntertainerLou van Burg (1917–1986)

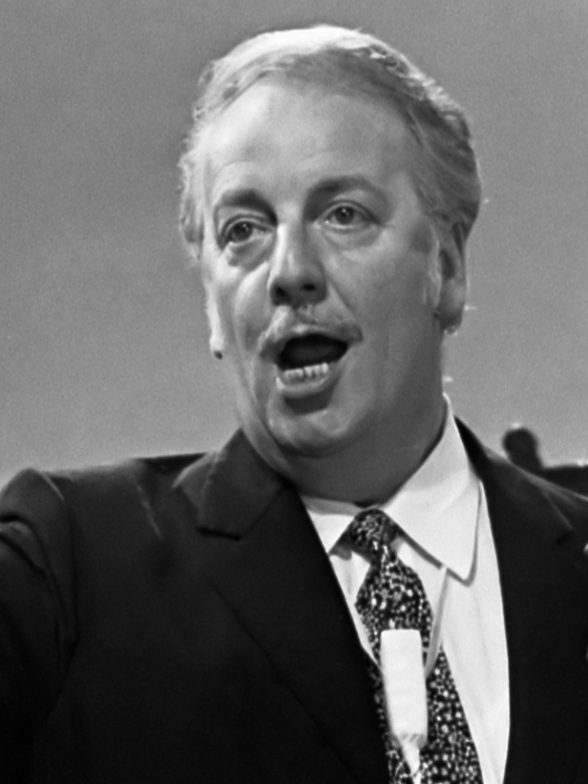
Lou van Burg (1917–1986)

- Burg, Mark, US-amerikanischer Filmproduzent
- Burg, Meno (1789–1853), erster preußischer Stabsoffizier jüdischen Glaubens
- Burg, Michael von (* 1977), schweizerisch-US-amerikanischer Schauspieler
- Burg, Niki von der, deutscher Schauspieler
- Burg, Otto (1832–1894), deutscher Chemiker, Fabrikant und Politiker
- Burg, Paul (1884–1948), deutscher Schriftsteller und Journalist
- Burg, Peter (* 1941), deutscher Historiker
- Burg, Robert (1890–1946), deutscher Opernsänger (Bariton) und Kammersänger
- Burg, Roger W., US-amerikanischer Offizier, Generalmajor der US Air Force
- Bürg, Tobias (* 1766), österreichischer Astronom und Universitätsprofessor
- Burg, Ursula (1919–1996), deutsche Theater- und Filmschauspielerin
- Burg, Viola von der (* 1965), deutsche Schauspielerin
- Burg, Wim ter (1914–1995), niederländischer Kirchenmusiker, Chordirigent und Musikpädagoge

### Burga
- Burga, Carlos (1952–2021), peruanischer Boxer
- Burga, Conradin (* 1948), Schweizer Biogeograph
- Burga, Teresa (1935–2021), peruanische Multimedia-Künstlerin
- Burgaard, Louise (* 1992), dänische Handballspielerin
- Burgal, Vicente (* 1940), Schweizer Radrennfahrer
- Burgalat, Bertrand (* 1963), französischer Musiker, Komponist und Produzent
- Burganow, Alexander Nikolajewitsch (* 1935), sowjetisch-russischer Bildhauer und Hochschullehrer
- Burganow, Igor Alexandrowitsch (* 1973), sowjetisch-russischer Bildhauer und Hochschullehrer
- Burganowa, Marija Alexandrowna (* 1960), sowjetisch-russische Bildhauerin, Kunstwissenschaftlerin und Hochschullehrerin
- Burgar, Marjan (* 1952), jugoslawischer Biathlet
- Burgard, Dieter (* 1954), deutscher Politiker (SPD), MdL
- Burgard, Jan Philipp (* 1985), deutscher Fernsehjournalist und BuchautorJan Philipp Burgard (* 1985)

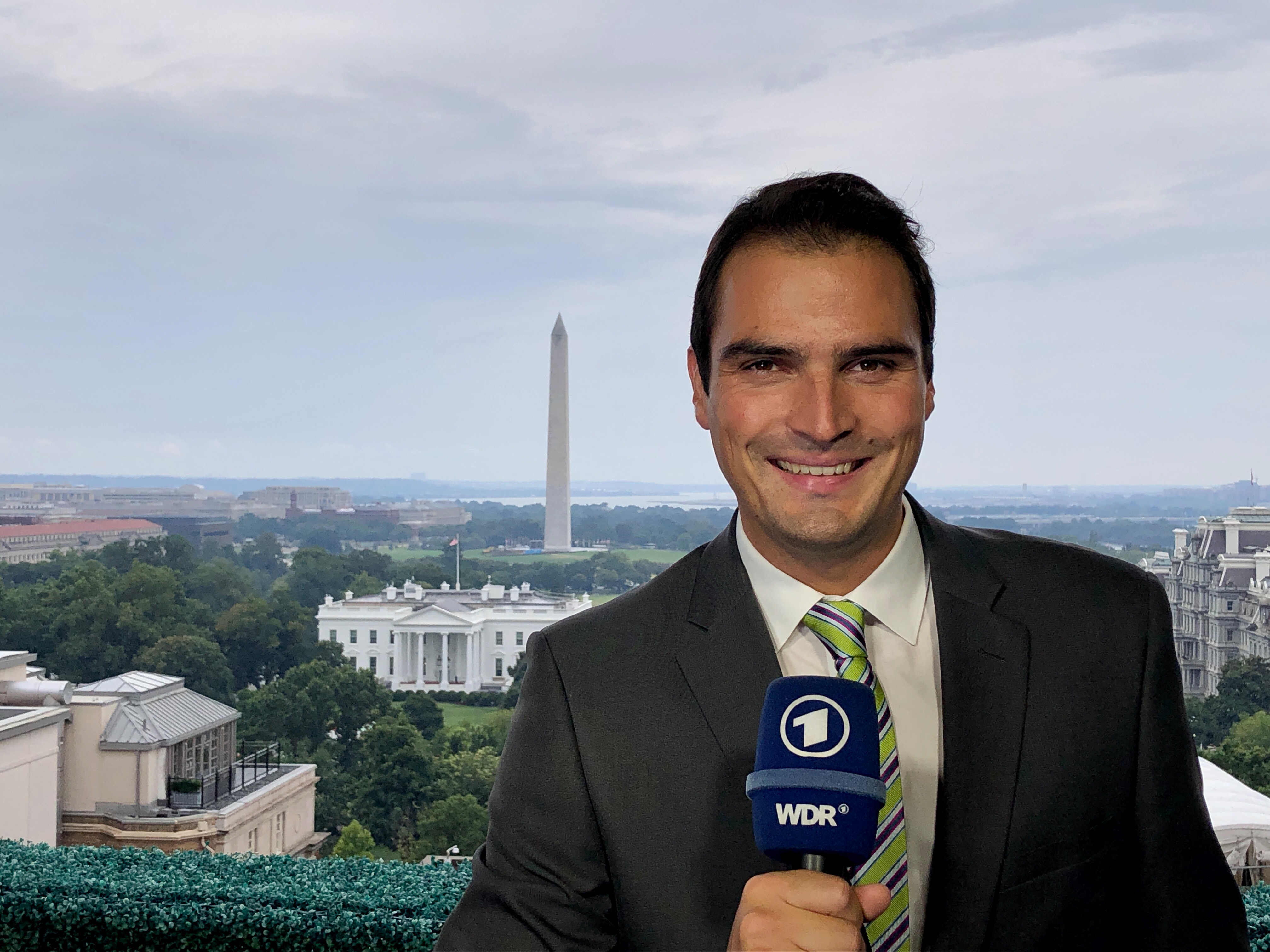
Jan Philipp Burgard (* 1985)

- Burgard, Nicholas (* 1994), deutscher Basketballspieler
- Burgard, Roland (* 1942), deutscher Architekt, Stadtplaner, Baubeamter und Hochschullehrer
- Burgard, Ulrich (* 1962), deutscher Rechtswissenschaftler
- Burgard, Wilhelm (1927–2000), deutscher Leichtathlet
- Burgard, Wolfram (* 1961), deutscher Informatiker
- Burgardsmeier, Alfred (1890–1962), deutscher Kirchenhistoriker und Religionspädagoge
- Burgarella, Agostino (1823–1892), sizilianischer Geschäftsmann
- Burgarella, Filippo (1948–2017), italienischer Mittelalterhistoriker und Byzantinist
- Burgarth, Minna (1877–1965), deutsche Schriftstellerin
- Burgarth, Theodor (1863–1948), deutscher Bühnen- und Stummfilmschauspieler
- Burgartz, Thomas (* 1970), deutscher Wirtschaftswissenschaftler und Hochschuldozent
- Burgaslijew, Denis Alexandrowitsch (* 1970), russischer Schauspieler und Musiker
- Burgau, Karl von (1560–1618), Markgraf von BurgauKarl von Burgau (1560–1618)

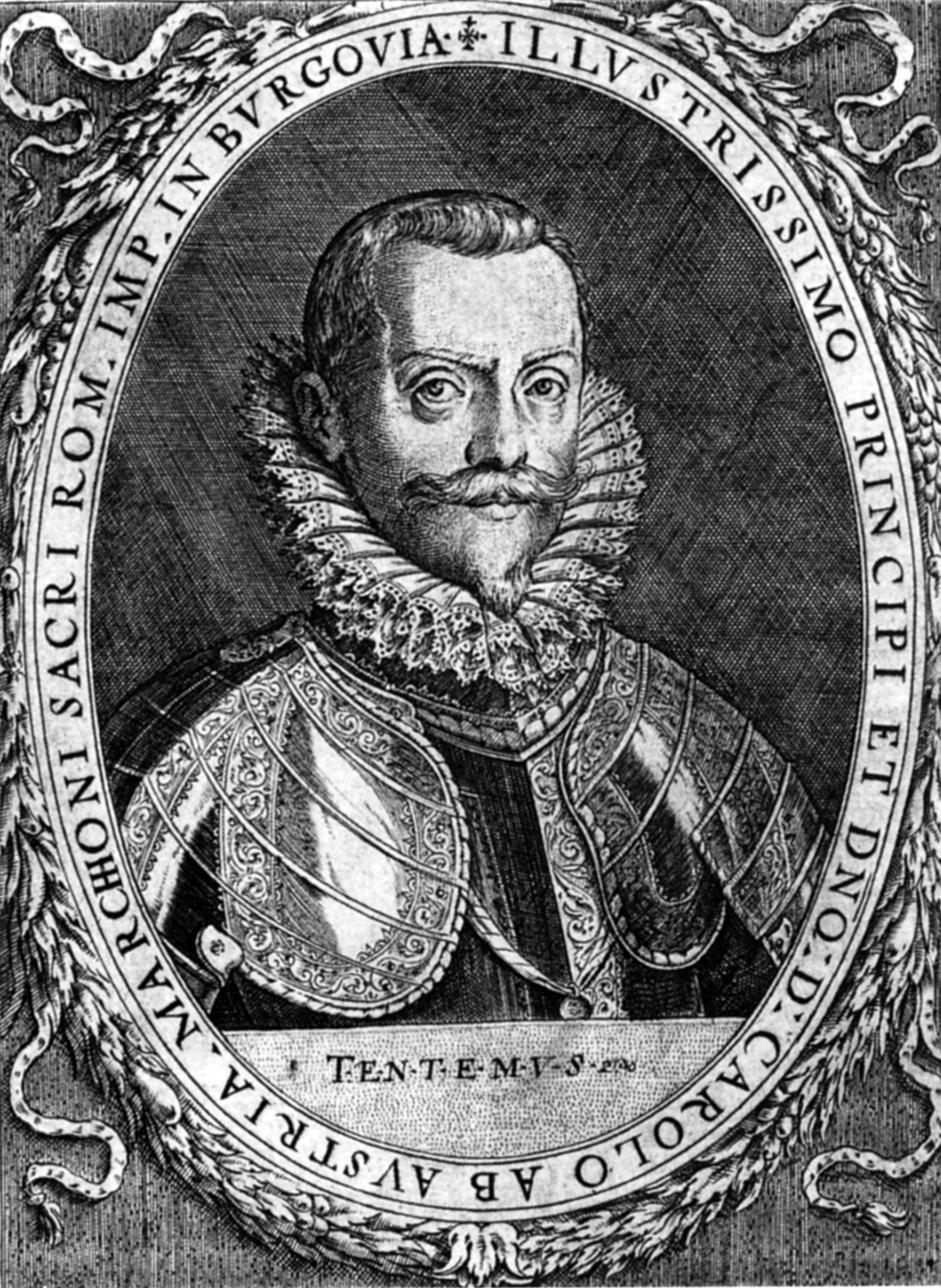
Karl von Burgau (1560–1618)

- Burgau, Michael (1878–1949), deutscher Politiker (SPD)
- Burgaudeau, Mathieu (* 1998), französischer Radrennfahrer
- Burgauer, Benedikt (1494–1576), Schweizer Theologe und Reformator
- Burgauer, Curt (1908–2002), Schweizer Textilkaufmann und Kunstsammler zeitgenössischer Kunst sowie Autor und Verleger
- Burgauner, Eduard (1873–1913), österreichischer Maler
- Burgauner, Johann (1812–1891), Maler
- Burgay, Marta (* 1976), italienische Astronomin

### Burgb
- Burgbacher, Ernst (* 1949), deutscher Politiker (FDP), MdB
- Burgbacher, Fritz (1900–1978), deutscher Politiker (CDU), MdB, MdEP
- Burgbacher, Hans-Gerwin (1941–2007), deutscher Rechtswissenschaftler
- Burgbacher, Oskar (1925–2012), deutscher Skilangläufer

### Burgd
- Burgdoerfer, Erik (* 1988), US-amerikanischer Eishockeyspieler
- Burgdorf, Eva (* 1956), deutsche Diakonin und Feministin
- Burgdorf, Karl-Ulrich (* 1952), deutscher Schriftsteller
- Burgdorf, Marc-André (* 1972), deutscher Politiker (CDU)
- Burgdorf, Wilhelm (1895–1945), deutscher General der Infanterie und Chefadjutant des Oberkommandos der Wehrmacht bei Adolf HitlerWilhelm Burgdorf (1895–1945)

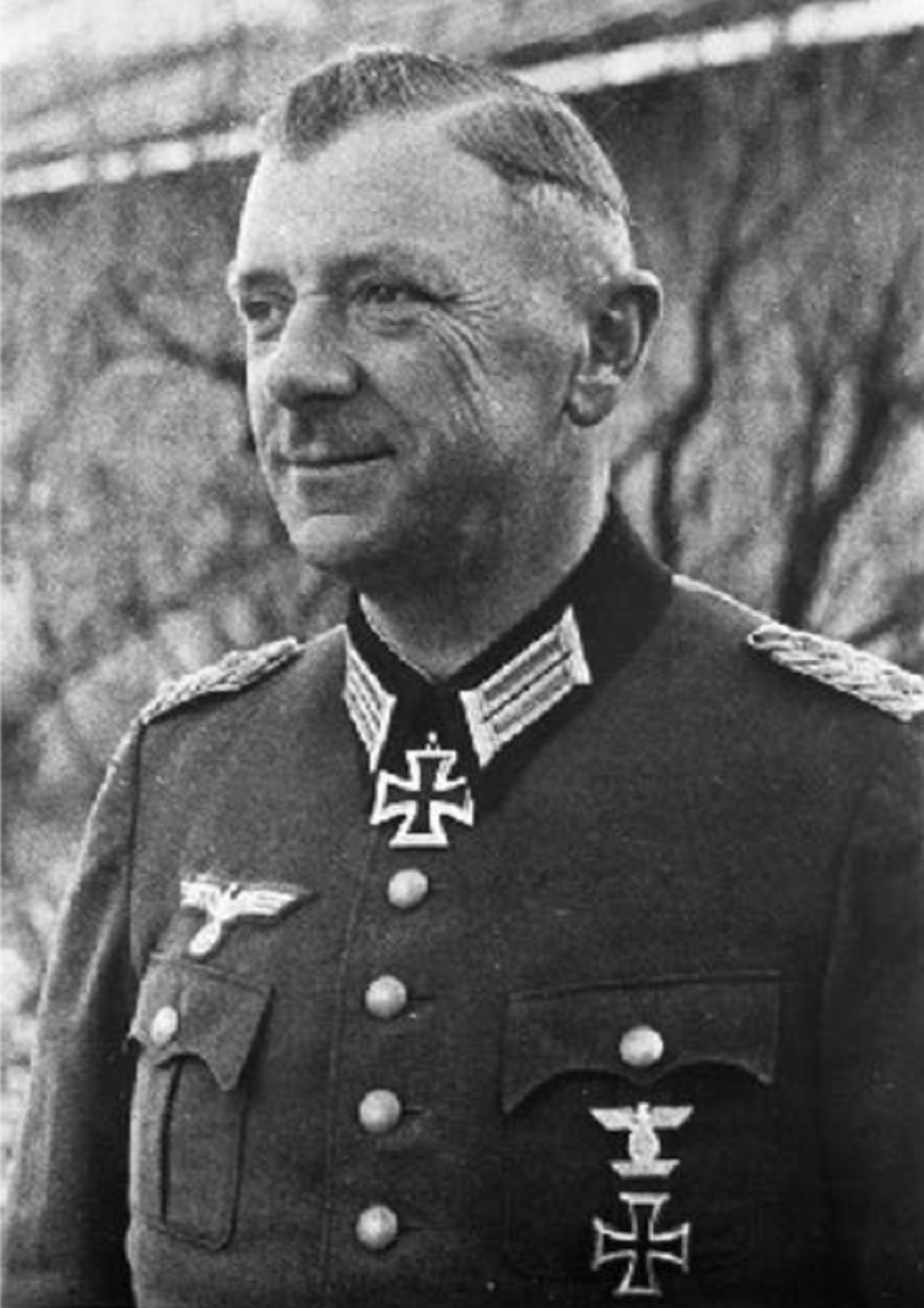
Wilhelm Burgdorf (1895–1945)

- Burgdorf, Will (1905–1944), deutscher Porträtfotograf
- Burgdorf, Wolfgang (* 1962), deutscher Historiker
- Burgdorfer, Daniel David (1800–1861), Schweizer Porträtmaler
- Burgdörfer, Friedrich (1890–1967), deutscher Bevölkerungswissenschaftler
- Burgdorfer, Willy (1925–2014), US-amerikanischer Bakteriologe und Parasitologe
- Burgdorff, Ferdinand (1881–1975), US-amerikanischer Maler, Radierer und Druckgrafiker

### Burge
- Bürge, Alfons (* 1947), Schweizer Rechtswissenschaftler
- Burge, Brent, Tontechniker
- Burge, Dianne (1943–2024), australische Sprinterin
- Burge, Dora Madison (* 1990), US-amerikanische Schauspielerin
- Bürge, Fabia (* 1999), Schweizer Unihockeyspielerin
- Burge, Peter (* 1974), australischer Leichtathlet
- Burge, Tyler (* 1946), US-amerikanischer Philosoph
- Burge-Lopez, Sheridan (* 1970), australische Schwimmerin

#### Burgef
- Burgeff, Carl (1813–1871), deutscher Sektkellereibesitzer
- Burgeff, Eva (1920–1999), deutsche Metallbildhauerin
- Burgeff, Hans (1883–1976), deutscher Botaniker und Universitätsprofessor
- Burgeff, Hans Karl (1928–2005), deutscher Bildhauer, Medailleur und Kunstprofessor

#### Burgel
- Burgel Xavier, Frederico (* 1986), brasilianischer Fußballspieler
- Bürgel, Bruno H. (1875–1948), deutscher Astronom, Schriftsteller und PublizistBruno H. Bürgel (1875–1948)

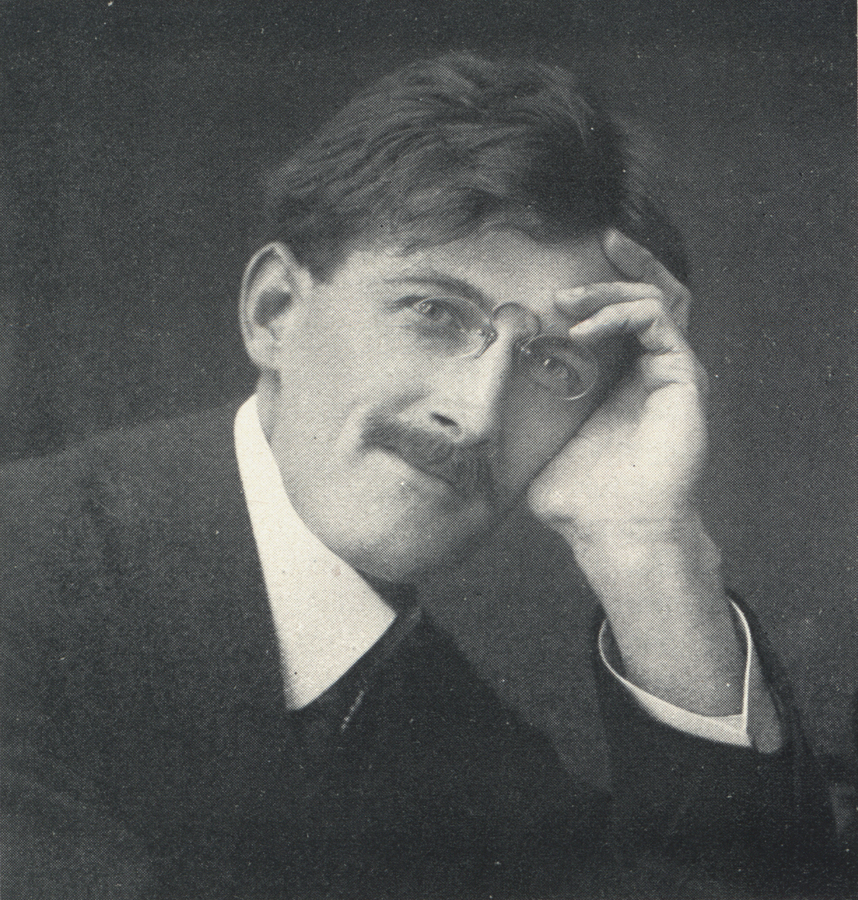
Bruno H. Bürgel (1875–1948)

- Bürgel, Christoph (* 1971), deutscher Romanist
- Bürgel, Heinz (1918–1983), deutscher Diplomat, Botschafter der DDR
- Bürgel, Hugo (1853–1903), deutscher Landschaftsmaler
- Bürgel, Ilona (* 1964), deutsche Psychologin
- Bürgel, Johann Christoph (* 1931), deutscher Islamwissenschaftler
- Burgel, Joseph (1791–1857), Rabbi von Tunis
- Bürgel, Matthias (* 1970), deutscher Thrillerautor von Wissenschafts- und Psychothrillern
- Bürgel, Michael (* 1964), deutscher Politiker (SPD), Bürgermeister der Samtgemeinde Artland
- Bürgel, Peter (* 1953), deutscher Politiker (CSU)

#### Burgem
- Burgemeister, Alfred (1906–1970), deutscher Offizier, Einzelhandelskaufmann und Politiker (CDU), MdB
- Burgemeister, Bernd (1945–2008), deutscher Filmproduzent
- Burgemeister, Burghard (1925–2003), deutscher Bibliothekar
- Burgemeister, Carl (1868–1927), deutscher Architekt und Bauunternehmer
- Burgemeister, Ludwig (1863–1932), deutscher Architekt, Baubeamter und Denkmalpfleger
- Burgemeister, Marc (* 1992), deutscher Fernseh- und Radiomoderator, Journalist, Videoproduzent, Sprecher und Eventmoderator
- Burgemeister, Otto (1883–1957), deutscher Politiker (SPD), MdA
- Burgemeister, Sven (* 1966), deutscher FilmproduzentSven Burgemeister (* 1966)

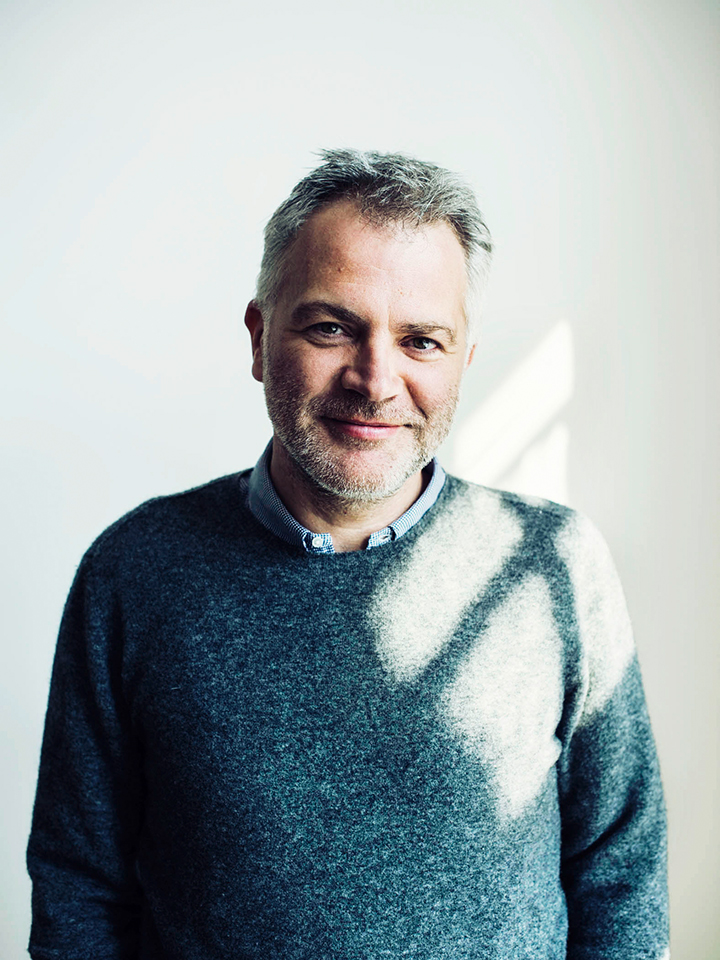
Sven Burgemeister (* 1966)

#### Burgen
- Burgen, Arnold (1922–2022), britischer Pharmakologe und Hochschullehrer
- Burgen, Modeste († 1799), Zisterzienser und Märtyrer
- Burgener Brogli, Elisabeth (* 1961), Schweizer Politikerin (SP)
- Burgener, Alexander (1845–1910), Schweizer Bergführerpionier und Erstbesteiger mehrerer Gipfel in den Alpen
- Bürgener, Axel (* 1944), deutscher Generalleutnant des Heeres der Bundeswehr
- Burgener, Bernhard (* 1957), Schweizer Medienunternehmer und Clubpräsident des FC Basel
- Bürgener, Christian Ludwig (1777–1837), deutscher Landwirt und Politiker
- Burgener, Clair (1921–2006), US-amerikanischer Politiker (Republikaner)
- Burgener, Dario (* 1989), Schweizer Telemarker
- Burgener, Erich (* 1951), Schweizer Fussballtorhüter und -trainer
- Burgener, Franz Joseph († 1767), Landeshauptmann des Wallis
- Burgener, Hans (* 1952), Schweizer Violinist
- Bürgener, Heinrich (1798–1835), deutscher Kaufmann und Politiker
- Burgener, Ivo, Schweizer Berufsoffizier (Divisionär)
- Burgener, Karl (1918–1994), Schweizer katholischer Geistlicher, Komponist, Schriftsteller, Liedtexter, Chorleiter und Dirigent
- Bürgener, Oskar (1876–1966), deutscher Gymnasiallehrer, Biologe und Botaniker
- Burgener, Patrick (* 1994), schweizerisch-brasilianischer Snowboarder und Popmusiker
- Burgener, Thomas (* 1954), Schweizer Politiker (SP)

#### Burger
- Burger, Adolf (1917–2016), slowakischer Buchdrucker, NS-Opfer, KZ Sachsenhausen, Aktion Bernhard
- Bürger, Albert (1913–1996), deutscher Feuerwehrmann
- Burger, Albert (1925–1981), deutscher Verwaltungsbeamter und Politiker (CDU), MdL, MdB
- Burger, Albert (1955–2023), deutscher Skirennläufer
- Burger, Alexandre (1920–2009), Schweizer Journalist
- Burger, Alfred (1905–2000), österreichisch-US-amerikanischer Chemiker
- Burger, Alfred (1930–2019), deutscher Komponist und Musikverleger
- Burger, Alice Sz. (1925–2022), ungarische provinzialrömische Archäologin
- Burger, Anke Caroline (* 1964), deutsche Übersetzerin, Fotografin und Publizistin
- Bürger, Annekathrin (* 1937), deutsche Schauspielerin, Chansonsängerin und Synchron- sowie HörspielsprecherinAnnekathrin Bürger (* 1937)

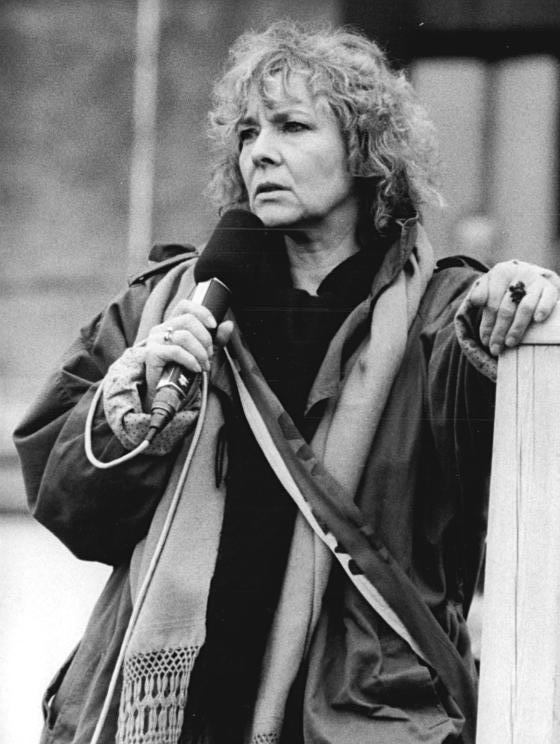
Annekathrin Bürger (* 1937)

- Burger, Annette, deutsche Behindertensportlerin
- Burger, Anthony (1961–2006), US-amerikanischer Pianist
- Burger, Anton (1824–1905), deutscher Maler, Zeichner und RadiererAnton Burger (1824–1905)

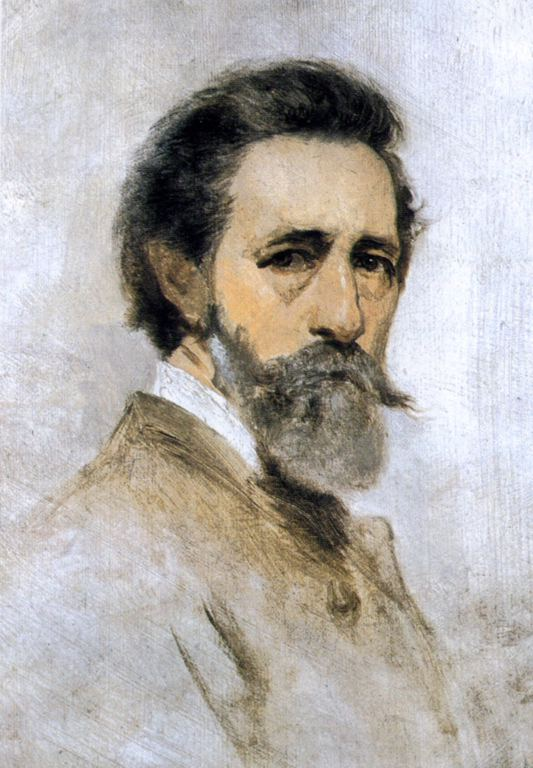
Anton Burger (1824–1905)

- Bürger, Anton (* 1876), deutscher Opernsänger (Tenor)
- Burger, Anton (1911–1991), österreichischer SS-Obersturmführer und Lagerkommandant im Ghetto Theresienstadt
- Burger, Anton (* 1962), österreichischer Wirtschaftswissenschaftler
- Bürger, Björn (* 1985), deutscher Opernsänger (Bariton)
- Burger, Carl (1875–1950), deutscher Bildhauer und Fachschullehrer
- Bürger, Carolin (* 1988), deutsche Wasserspringerin
- Burger, Charly (1933–2024), Schweizer Feldhandballspieler
- Bürger, Christa (* 1935), deutsche Germanistin und Hochschullehrerin
- Bürger, Christian (1621–1677), deutscher Mediziner und Hofarzt
- Burger, Christoph (* 1937), deutscher evangelischer Theologe und Bibliothekar
- Burger, Christoph (* 1945), deutscher evangelischer Theologe (Kirchenhistoriker) und emeritierter Hochschullehrer
- Burger, Cindy (* 1992), niederländische Tennisspielerin
- Burger, Claire (* 1978), französische Filmregisseurin
- Burger, Cody (* 1983), US-amerikanischer ehemaliger Kinderdarsteller
- Burger, Danie (1933–1990), südafrikanisch-simbabwischer Hürdenläufer, Stabhochspringer, Zehnkämpfer und Sprinter
- Burger, Daniel (* 1971), deutscher Archivar und Historiker
- Burger, Daniela (* 1969), deutsche Grafikdesignerin
- Burger, David (* 2005), österreichischer Fußballspieler
- Burger, Dieter (1938–2007), deutscher Verwaltungsjurist und Kommunalpolitiker
- Burger, Dieter (* 1948), deutscher Geograph
- Burger, Dietmar (* 1968), österreichischer Dartspieler
- Burger, Dietrich (* 1935), deutscher Maler und Grafiker
- Burger, Eberhard (* 1943), deutscher BauingenieurEberhard Burger (* 1943)

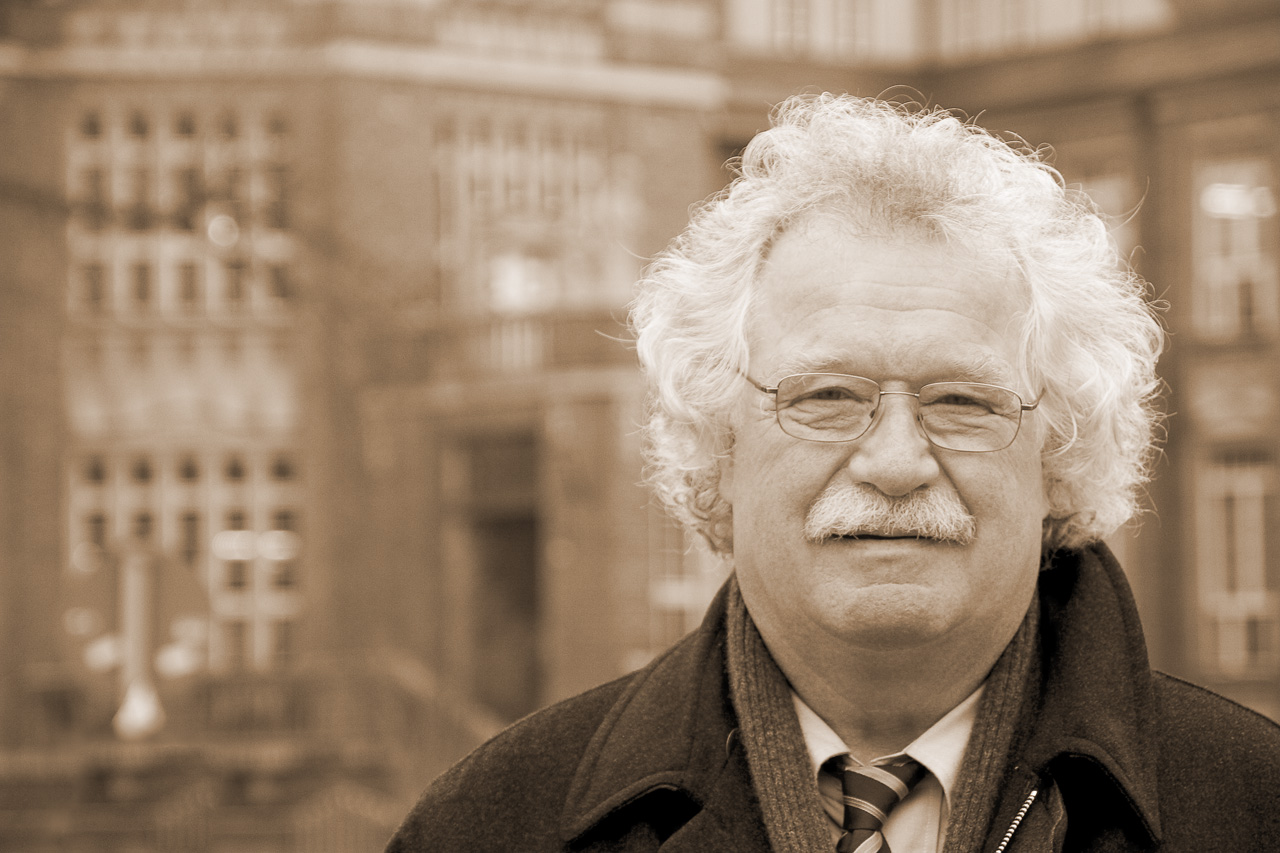
Eberhard Burger (* 1943)

- Burger, Edith (1906–1948), Schweizer Pianistin und Sängerin
- Bürger, Elise (1769–1833), deutsche Schauspielerin und Dichterin, dritte Ehefrau von Gottfried August Bürger
- Bürger, Emeliana (1907–1944), deutsche Steyler Missionsschwester und Märtyrin
- Bürger, Erich (1902–1994), deutscher Gitarrist und Musikpädagoge
- Bürger, Erna (1909–1958), deutsche Kunstturnerin
- Bürger, Ernst, deutscher politischer Beamter
- Burger, Ernst (* 1862), deutscher Unternehmer und Kommunalpolitiker
- Burger, Ernst (1915–1944), österreichischer Widerstandskämpfer, Kommunist und KZ-Häftling
- Burger, Ernst (* 1937), deutscher Pianist und Autor
- Burger, Ernst Peter (1906–1975), deutschamerikanischer SpionErnst Peter Burger (1906–1975)

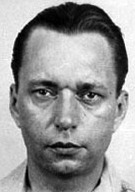
Ernst Peter Burger (1906–1975)

- Burger, Erwin (1877–1950), deutscher Verwaltungsbeamter
- Bürger, Evelin (* 1952), deutsche Autorin, Verlagsgründerin und Tarotspezialistin
- Burger, Ewald (1921–1981), deutscher Mathematiker
- Bürger, Ferdinand (1804–1870), deutscher Politiker
- Burger, Franz (1836–1920), deutscher Politiker (Zentrum), Mitglied der Bayerischen Abgeordnetenkammer, MdR
- Burger, Franz (1857–1940), österreichischer Maler
- Burger, Franz (1880–1933), deutscher Altphilologe und Gymnasiallehrer
- Burger, Franz (1892–1940), deutscher Fußballspieler
- Burger, Freddy (* 1945), Schweizer Unternehmer
- Burger, Friedrich (1879–1939), deutscher Politiker (DVP)
- Bürger, Friedrich (1899–1972), deutscher Politiker (NSDAP), MdR und SA-Führer
- Burger, Friedrich Moritz von (1804–1873), österreichischer Jurist und Politiker
- Burger, Fritz (1867–1927), Schweizer Maler und Grafiker
- Burger, Fritz (1877–1916), deutscher Kunsthistoriker und Maler
- Burger, Fritz (1929–2025), deutscher Heimatforscher
- Burger, Fritzi (1910–1999), österreichische Eiskunstläuferin
- Burger, Georg (1914–1995), deutscher Fußballspieler
- Burger, Georg Matthias (1750–1825), deutscher Uhrmacher
- Bürger, Gottfried August (1747–1794), deutscher DichterGottfried August Bürger (1747–1794)

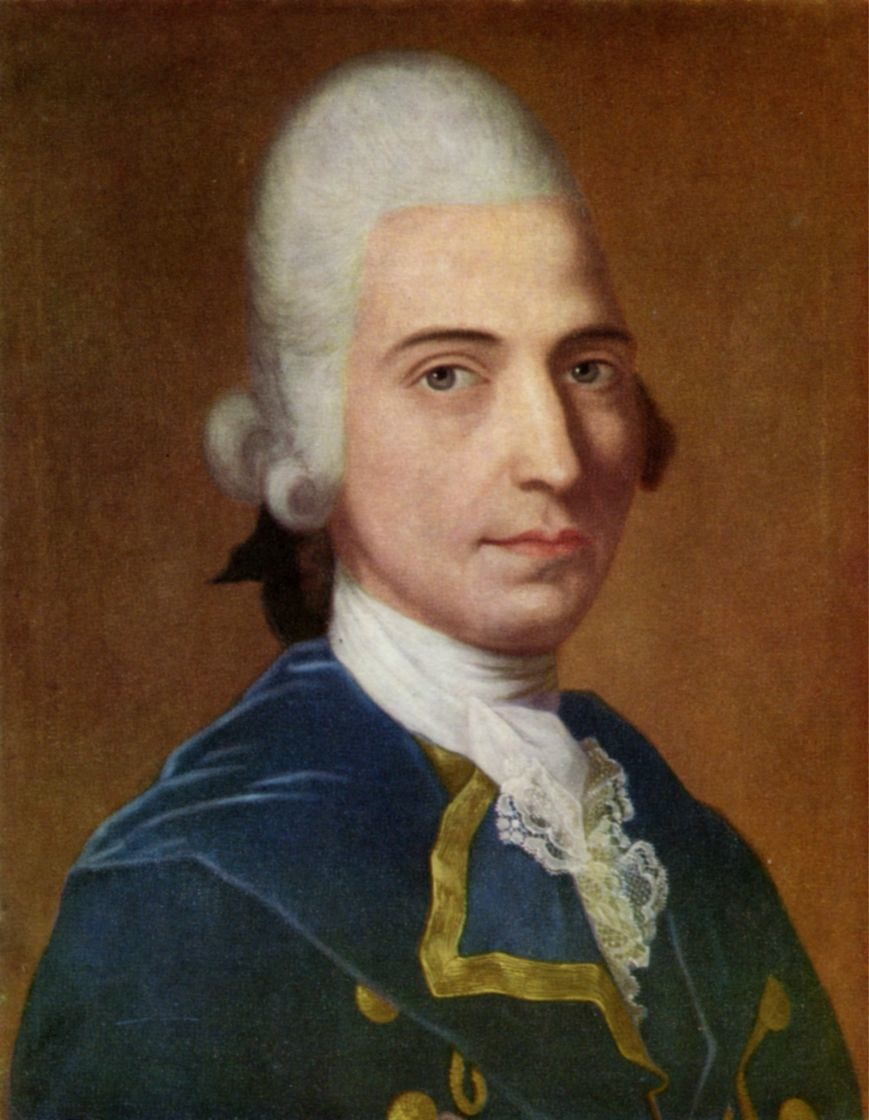
Gottfried August Bürger (1747–1794)

- Burger, Götz (* 1947), deutscher Schauspieler
- Bürger, Gregor (* 1976), deutscher Jazzmusiker (Tenor, Baritonsaxophon) und Komponist
- Burger, Guy-Claude (* 1934), Schweizer Cellist, Sachbuchautor und Erfinder der Instinctotherapie
- Burger, Hannes (* 1937), deutscher Journalist und Schriftsteller
- Burger, Hanni (* 1953), österreichische Sprinterin
- Burger, Hans (1889–1973), Schweizer Forstwissenschaftler
- Bürger, Hans (* 1962), österreichischer Journalist und FernsehmoderatorHans Bürger (* 1962)

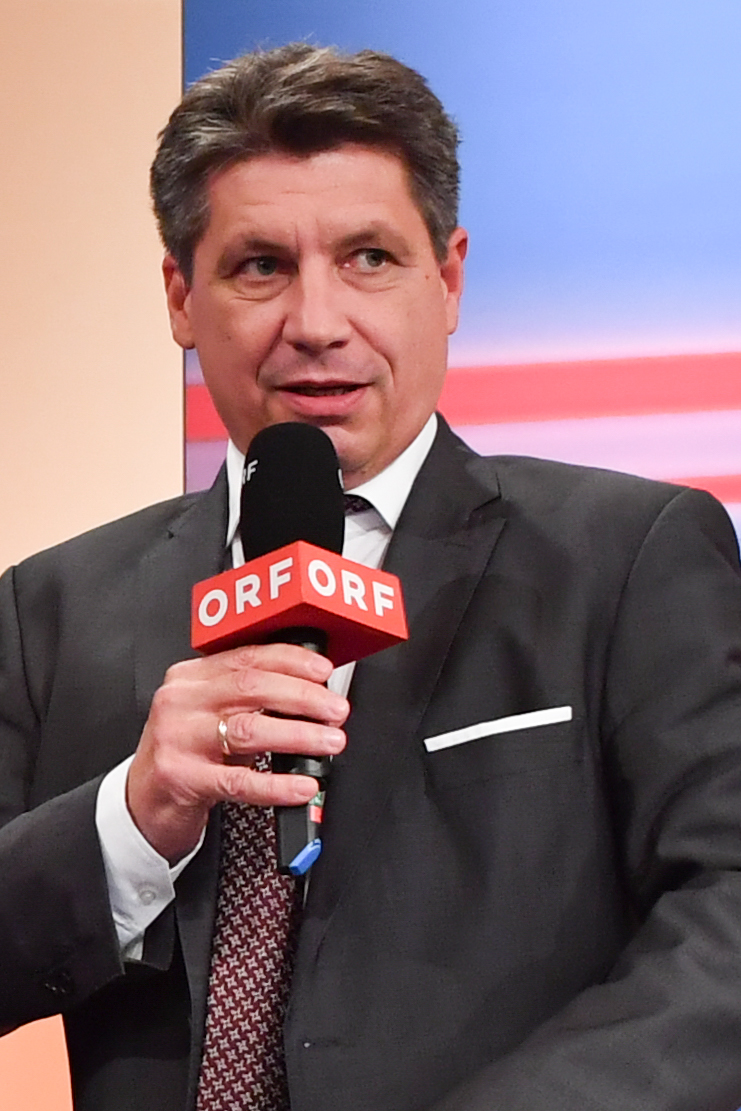
Hans Bürger (* 1962)

- Bürger, Hans-Georg (1952–1980), deutscher Autorennfahrer
- Burger, Hanuš (1909–1990), tschechisch-deutscher Theater-, Film- und Fernseh-Regisseur, Dramaturg und Autor von Theaterstücken, Büchern und Drehbüchern
- Burger, Harald (* 1940), deutsch-schweizerischer Linguist
- Bürger, Heinrich († 1858), deutscher Physiker, Naturforscher und Biologe
- Bürger, Heinrich (1867–1910), deutscher Gewerkschafter und Gründungsvorsitzender des Verbandes der Eisenbahner Deutschlands
- Burger, Heinrich (1881–1942), Eiskunstläufer
- Burger, Heinrich (* 1941), deutscher Fernschachgroßmeister
- Burger, Heinz (1928–1998), deutscher Verwaltungsbeamter und Politiker (SPD), Bürgermeister und MdL Saarland
- Burger, Heinz Otto (1903–1994), deutscher Germanist
- Bürger, Heinz-Bernd (* 1966), deutscher Crossläufer
- Bürger, Henning (* 1969), deutscher Fußballspieler
- Burger, Hermann (1942–1989), Schweizer Germanist und Schriftsteller
- Burger, Honorius (1788–1878), österreichischer Benediktinerabt, Historiker und Zeichner
- Burger, Hubert (* 1936), deutscher Fußballspieler
- Burger, Jacques (* 1983), namibischer Rugby-Union-Spieler
- Burger, Jakob (1896–1944), deutscher Sozialdemokrat
- Bürger, Jan (* 1968), deutscher Autor und Literaturwissenschaftler
- Bürger, Jan-David (* 1993), deutscher Schauspieler
- Burger, Jean (1907–1945), französischer Kommunist und Widerstandskämpfer
- Burger, Jean Christopher (* 1965), deutscher Filmemacher und Filmregisseur
- Burger, Jean-Paul (* 1996), namibischer Radsportler und Triathlet
- Burger, Jiří (* 1977), tschechischer Eishockeyspieler
- Burger, Joachim (* 1969), deutscher Anthropologe und Molekularbiologe
- Bürger, Joachim H. (* 1948), deutscher Public-Relations-Manager und Buchautor
- Burger, Johann (1773–1842), österreichischer Agrarwissenschaftler
- Burger, Johann (1808–1879), österreichischer Arzt, Gymnasialdirektor und Politiker, Landtagsabgeordneter
- Burger, Johann (1829–1912), Schweizer Kupferstecher
- Bürger, Johannes (1860–1915), deutscher Apotheker und Unternehmer
- Burger, Jörg (* 1962), deutscher Musiker, Komponist und Produzent von elektronischer Musik und Techno
- Burger, Josef (1881–1970), deutscher Arbeiterdichter, Esperantist
- Burger, Josef (1900–1972), deutscher Landwirt und Politiker (Zentrum, BCSV, CDU), MdL
- Burger, Josef (* 1970), österreichischer Kabarettist
- Burger, Josef Karl (1805–1880), deutscher Jurist und Politiker
- Burger, Judith (* 1972), deutsche Hörspiel- und Kinderbuchautorin
- Burger, Julius (* 1883), deutscher Landrat
- Bürger, Julius (1897–1995), österreichisch-amerikanischer Komponist, Pianist und Dirigent
- Burger, Kai (* 1992), deutscher Fußballspieler
- Bürger, Karl (1866–1936), deutscher Klassischer Philologe, Gymnasiallehrer
- Burger, Karl (1872–1946), Landtagsabgeordneter
- Burger, Karl (1883–1959), deutscher Fußballspieler
- Burger, Karl (1893–1962), deutscher Gynäkologe
- Burger, Karl von (1805–1884), deutscher lutherischer Theologe
- Burger, Karl von (1834–1905), deutscher Theologe
- Bürger, Karl-Heinz (1904–1988), deutscher SS- und Polizeiführer
- Burger, Karolina (1879–1949), deutsche Lehrerin, Frauenseelsorgerin, Gründerin des Anna-Stiftes Ludwigshafen
- Burger, Kirsten (* 1975), deutsch-österreichische Regisseurin, Filmemacherin, Schauspielerin, Produzentin und Autorin
- Bürger, Klaus (1938–2010), deutscher Philologe und Historiker
- Bürger, Klaus (1941–2007), deutscher Politiker (CDU), MdBB
- Burger, Klaus (* 1958), deutscher Politiker (CDU), MdL
- Burger, Konrad (1856–1912), deutscher Bibliothekar
- Burger, Korbinian (* 1995), deutscher FußballspielerKorbinian Burger (* 1995)

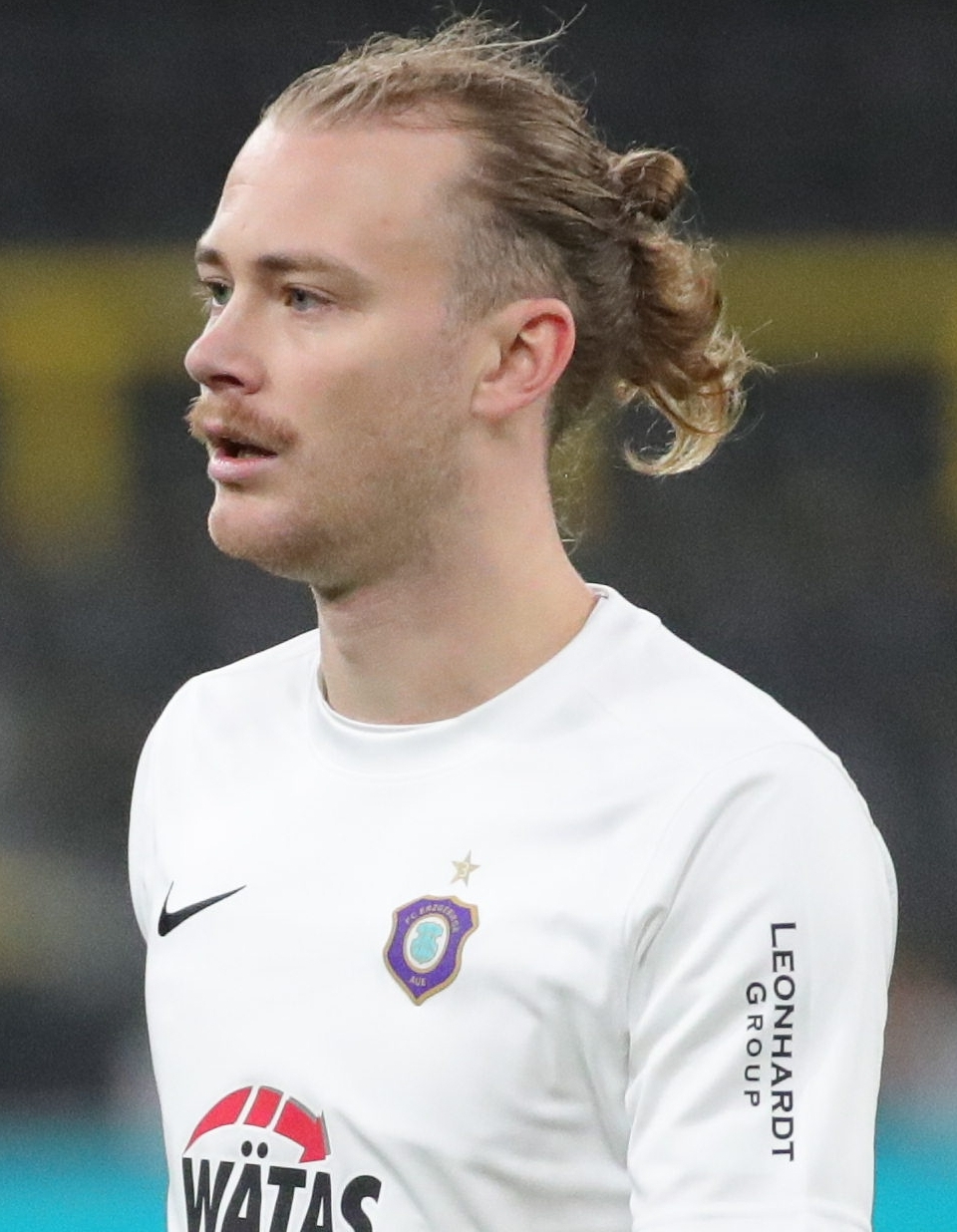
Korbinian Burger (* 1995)

- Bürger, Kurt (1894–1951), deutscher Politiker, MdV und Ministerpräsident von Mecklenburg
- Bürger, Kurt (1899–1991), deutscher Futterpflanzenzüchter
- Burger, Kurt (1927–2008), deutscher Geologe
- Bürger, Leon (* 1999), deutscher Fußballspieler
- Burger, Lina (1856–1942), deutsche Buchgestalterin, Illustratorin, Grafikerin und Exlibriskünstlerin
- Bürger, Lina (* 1995), deutsche Fußballspielerin
- Burger, Ludwig (1825–1884), deutscher Maler und Zeichner
- Burger, Ludwig (* 1899), deutscher Landrat
- Burger, Lynette (* 1980), südafrikanische Radrennfahrerin
- Burger, Magdalena (* 2005), deutsche Nordische Kombiniererin
- Burger, Marc (* 1959), Schweizer Mathematiker
- Burger, Marisa (* 1973), deutsche SchauspielerinMarisa Burger (* 1973)

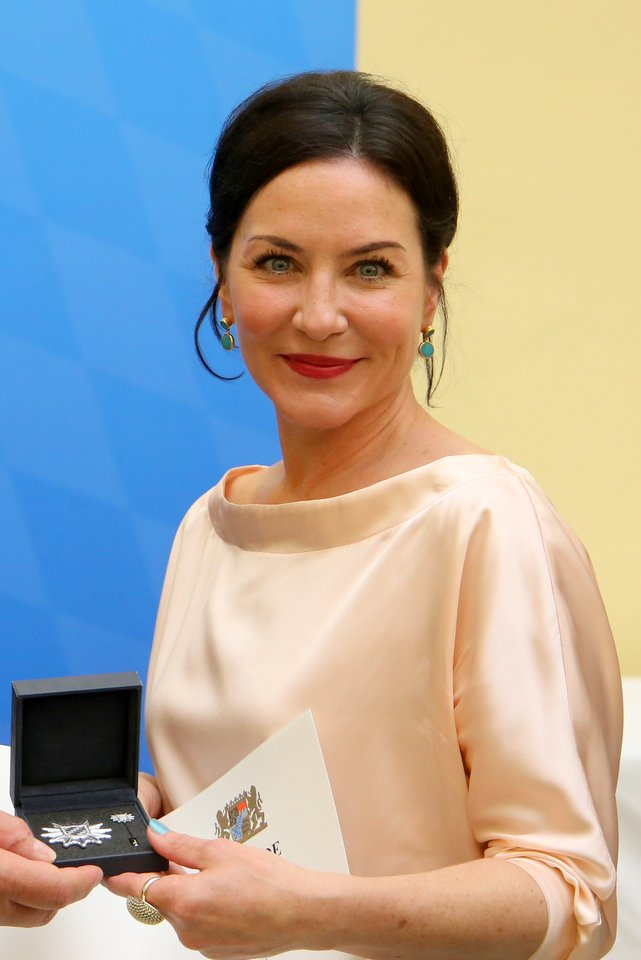
Marisa Burger (* 1973)

- Burger, Markus (* 1964), österreichischer Handballtrainer
- Burger, Markus (* 1966), deutscher Pianist und Komponist
- Burger, Martin (* 1939), österreichischer Skirennläufer
- Burger, Matthieu (* 2001), Schweizer Schwinger des Schwingclubs Biel
- Bürger, Max (1854–1902), deutscher Opernsänger (Tenor)
- Bürger, Max (1885–1966), deutscher Mediziner
- Burger, Max M. (1933–2019), Schweizer Arzt und Biochemiker
- Burger, Max von (1850–1932), österreichischer Fabrikbesitzer und Politiker, Landtagsabgeordneter
- Burger, Meret (* 1975), deutsche Filmregisseurin und Produzentin
- Bürger, Michael (1686–1726), deutsch-baltischer Mediziner
- Burger, Nadia, kanadische Diplomatin
- Burger, Nathanael (1733–1780), deutscher Franziskaner, Apostolischer Vikar und Bischof in China
- Burger, Neil (* 1963), US-amerikanischer Regisseur, Drehbuchautor und Filmproduzent
- Burger, Nina (* 1987), österreichische Fußballspielerin
- Burger, Norbert (1929–1992), österreichischer Rechtsextremist
- Burger, Norbert (1932–2012), deutscher Politiker (SPD), Oberbürgermeister der Stadt Köln (1980–1999)
- Burger, Oswald (* 1949), deutscher Autor und Historiker
- Bürger, Otto (1865–1945), deutscher Naturwissenschaftler, Wirtschaftsgeograf und Autor von Reisebeschreibungen
- Bürger, Patrick (* 1987), österreichischer Fußballspieler
- Burger, Paul (1874–1940), belgischer Radrennfahrer
- Burger, Paul (1887–1947), deutscher Politiker
- Bürger, Peter (* 1880), deutscher Bildhauer
- Bürger, Peter (1936–2017), deutscher Literaturwissenschaftler
- Bürger, Peter (* 1961), deutscher in der Friedensbewegung engagierter, linkskatholischer Publizist und sauerländischer Mundartforscher
- Burger, Philipp (* 1981), italienischer SängerPhilipp Burger (* 1981)

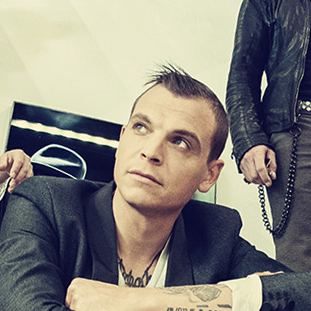
Philipp Burger (* 1981)

- Burger, Reiner (* 1969), deutscher Kommunikationswissenschaftler und Journalist
- Burger, Reinhard (* 1949), deutscher Mikrobiologe
- Burger, Reinhold (1866–1954), deutscher Glastechniker und Erfinder
- Bürger, Robert (1914–1992), deutscher Offizier
- Burger, Rodolphe (* 1957), französischer Komponist, Gitarrist und Sänger
- Burger, Ronna (* 1947), US-amerikanische Philosophin und Philosophiehistorikerin
- Burger, Rudolf (1839–1917), Schweizer Unternehmer und Politiker (FDP)
- Burger, Rudolf (1864–1950), Schweizer Unternehmer und Politiker (FDP)
- Bürger, Rudolf (1908–1980), rumänischer Fußballspieler und -trainer
- Burger, Rudolf (1938–2021), österreichischer Philosoph, Essayist, Kritiker und Kulturpublizist
- Burger, Schalk (* 1983), südafrikanischer Rugby-Spieler
- Burger, Sebastian (* 1980), deutscher Maler
- Burger, Sebastian (* 1995), österreichischer Handballspieler
- Burger, Siegmund (1921–1992), österreichischer Politiker (ÖVP), Landtagsabgeordneter, Abgeordneter zum Nationalrat
- Bürger, Stefan (* 1970), deutscher Kunsthistoriker und Hochschullehrer
- Burger, Stephan (* 1962), römisch-katholischer Geistlicher und Erzbischof von Freiburg (seit 2014)Stephan Burger (* 1962)

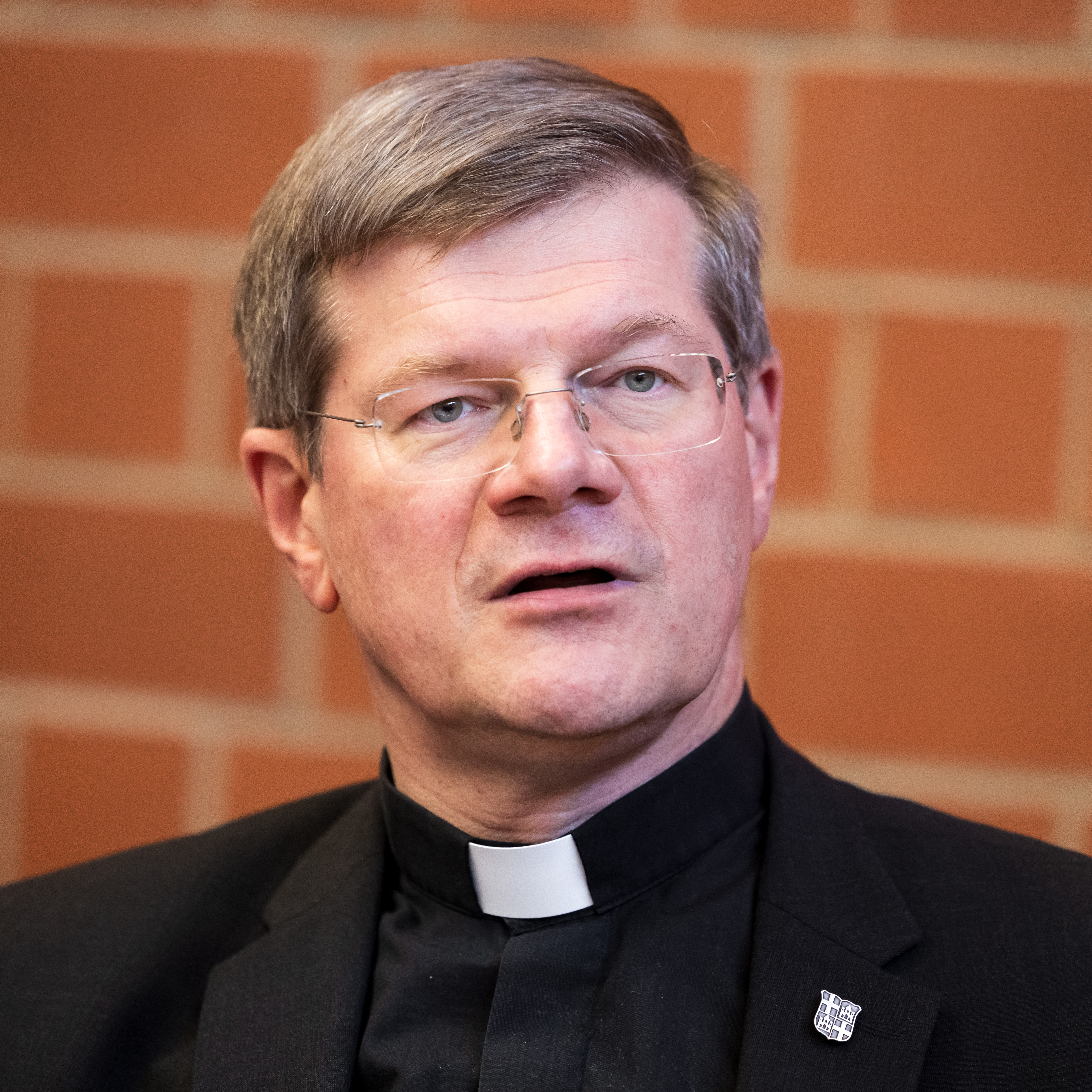
Stephan Burger (* 1962)

- Bürger, Stephanie (* 1982), deutsche Dokumentarfilmregisseurin
- Bürger, Thomas (* 1953), deutscher Bibliothekar, Generaldirektor der SLUB Dresden und Honorarprofessor an der TU Dresden
- Burger, Till (1913–1971), deutscher Jurist, Strafverteidiger
- Burger, Tutilo (* 1965), deutscher Benediktiner, Erzabt von Beuron
- Bürger, Ursula, deutsche Radrennfahrerin und Eisschnellläuferin
- Bürger, Walter (1877–1967), deutscher Jurist und Präsident der Reichsbahndirektion Hannover
- Burger, Warren E. (1907–1995), US-amerikanischer Jurist, Oberster Richter der Vereinigten StaatenWarren E. Burger (1907–1995)

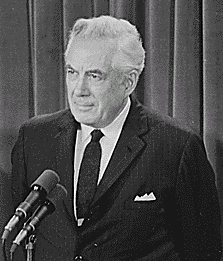
Warren E. Burger (1907–1995)

- Bürger, Wenzel (1869–1946), deutscher Architekt
- Burger, Werner (* 1929), deutscher Jurist, Vorsitzender Richter am Bundessozialgericht
- Bürger, Wilhelm, Verkaufsvertreter für Textilien in Mannheim und ein Gerechter unter den Völkern
- Burger, Wilhelm (1844–1920), österreichischer Fotograf
- Burger, Wilhelm (1880–1952), deutscher katholischer Theologe und Weihbischof
- Burger, Wilhelm (1904–1979), deutscher SS-Sturmbannführer
- Bürger, Willi (1901–1981), deutscher Politiker (SPD), MdL
- Bürger, Willi (1907–1988), deutscher Politiker (KPD), MdL
- Burger, Willy (* 1880), deutscher Kunsthistoriker
- Burger, Willy Friedrich (1882–1964), Schweizer Kunstmaler
- Bürger, Wolfgang (1931–2022), deutscher Physiker
- Burger, Wolfgang (1952–2024), deutscher Ingenieur und Krimiautor
- Burger, Wouter (* 2001), niederländischer Fußballspieler
- Burger, Zoey (* 1999), US-amerikanische Schauspielerin
- Bürger-Bartoš, František (1898–1964), tschechoslowakischer General und Widerstandskämpfer
- Burger-Bono, Sibylle (* 1964), Schweizer Politikerin (FDP)
- Burger-Hartmann, Sophie (1868–1940), deutsch-schweizerische Bildhauerin und Kunsthandwerkerin
- Burger-Mathys, Marie (1875–1953), Schweizer Konzertsängerin und Gesangspädagogin
- Burger-Mühlfeld, Fritz (1882–1969), deutscher Maler
- Bürger-Prinz, Hans (1897–1976), deutscher Psychiater und HochschullehrerHans Bürger-Prinz (1897–1976)

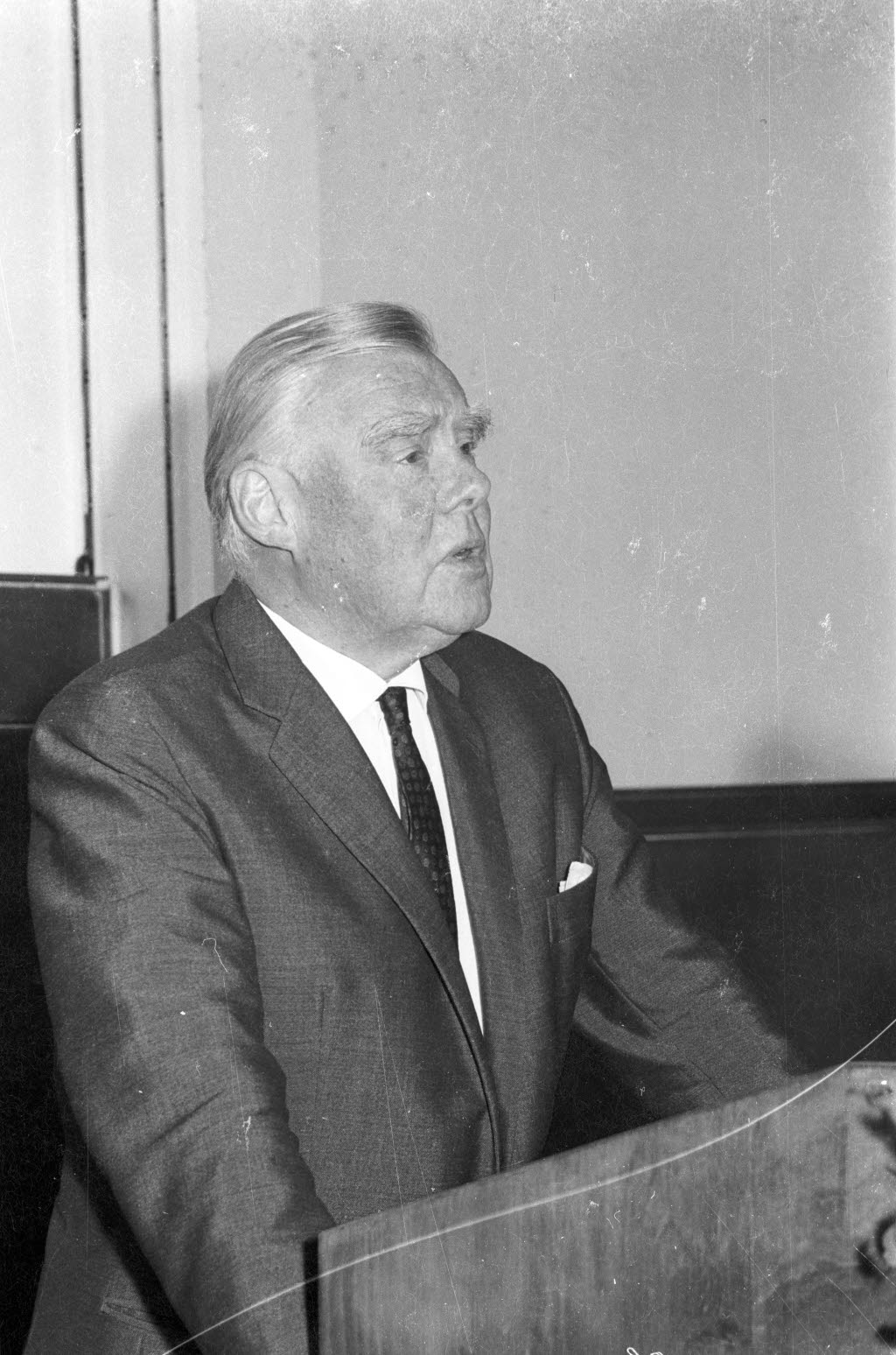
Hans Bürger-Prinz (1897–1976)

- Burger-Völlmecke, Daniel (* 1981), deutscher provinzialrömischer Archäologe
- Burger-Willing, Wilhelm Heinrich (1882–1966), deutscher Maler
- Bürgerle, Georg (* 1877), deutscher Richter und Politiker (DNVP)
- Bürgermeista, Münchner Musiker
- Bürgermeister, Gustav (1906–1983), deutscher Statiker und Hochschullehrer
- Burgermeister, Johann Stephan (1663–1722), deutscher Jurist
- Burgermeister, Paul (1661–1719), deutscher Jurist
- Burgermeister, Reto (* 1975), Schweizer Skilangläufer
- Burgermeister, Wolfgang Paul (1697–1756), deutscher Jurist
- Bürgers, Felix (1870–1934), deutscher Landschaftsmaler
- Burgers, Franz (1845–1911), deutscher Konstrukteur und Manager in der Montanindustrie
- Burgers, Hein (1834–1899), niederländischer Genre- und Landschaftsmaler
- Bürgers, Heinrich (1820–1878), deutscher Journalist und Politiker (DFP), MdR
- Bürgers, Ignatz (1815–1882), deutscher Jurist und Politiker
- Burgers, Johannes Martinus (1895–1981), holländischer Physiker für Fluidmechanik, Kontinuumsmechanik und Materialtheorie
- Bürgers, Robert (1877–1944), deutscher Bankier und Politiker (Zentrum), MdR
- Burgers, Thomas François (1834–1881), südafrikanischer Politiker
- Burgers, Werner (1934–2004), deutscher Fußballschiedsrichter
- Burgers, Wilhelm Gerard (1897–1988), niederländischer Physiker
- Bürgers, Wolter Josef (1814–1892), preußischer Kreisdeputierter, Gutsbesitzer, Kommerzienrat und Landrat
- Burgers-Gerritsen, Wilma (1942–1993), niederländische Malerin, Bildhauerin und Textilkünstlerin
- Bürgers-Laurenz, Gertrud (1874–1959), deutsche Malerin
- Burgersdijk, Franco Petri (1590–1635), niederländischer Philosoph, Logiker und Physiker
- Burgerstein, Leo (1853–1928), österreichischer Lehrer und Hygieniker, in jungen Jahren Geologe und Paläontologe
- Burgert, Adolf (1888–1952), deutscher Gewerkschafter und Politiker (SPD), MdL
- Burgert, Hans-Joachim (1928–2009), deutscher Kalligraph, Grafiker, Bildhauer und Hochschullehrer
- Burgert, Jonas (* 1969), deutscher zeitgenössischer Maler

#### Burges
- Burges, Dempsey (1751–1800), US-amerikanischer Politiker
- Burges, Klaus (* 1947), deutscher Radrennfahrer
- Burges, Michael (* 1954), deutscher Maler
- Burges, Tristam (1770–1853), US-amerikanischer Politiker
- Burges, William († 1876), australischer Politiker
- Burges, William (1827–1881), britischer Architekt (Neugotik) und Designer
- Burgess, Adam (* 1992), britischer Kanute
- Burgess, Ann Wolbert (* 1936), US-amerikanische Forscherin
- Burgess, Anthony (1917–1993), britischer Schriftsteller und KomponistAnthony Burgess (1917–1993)

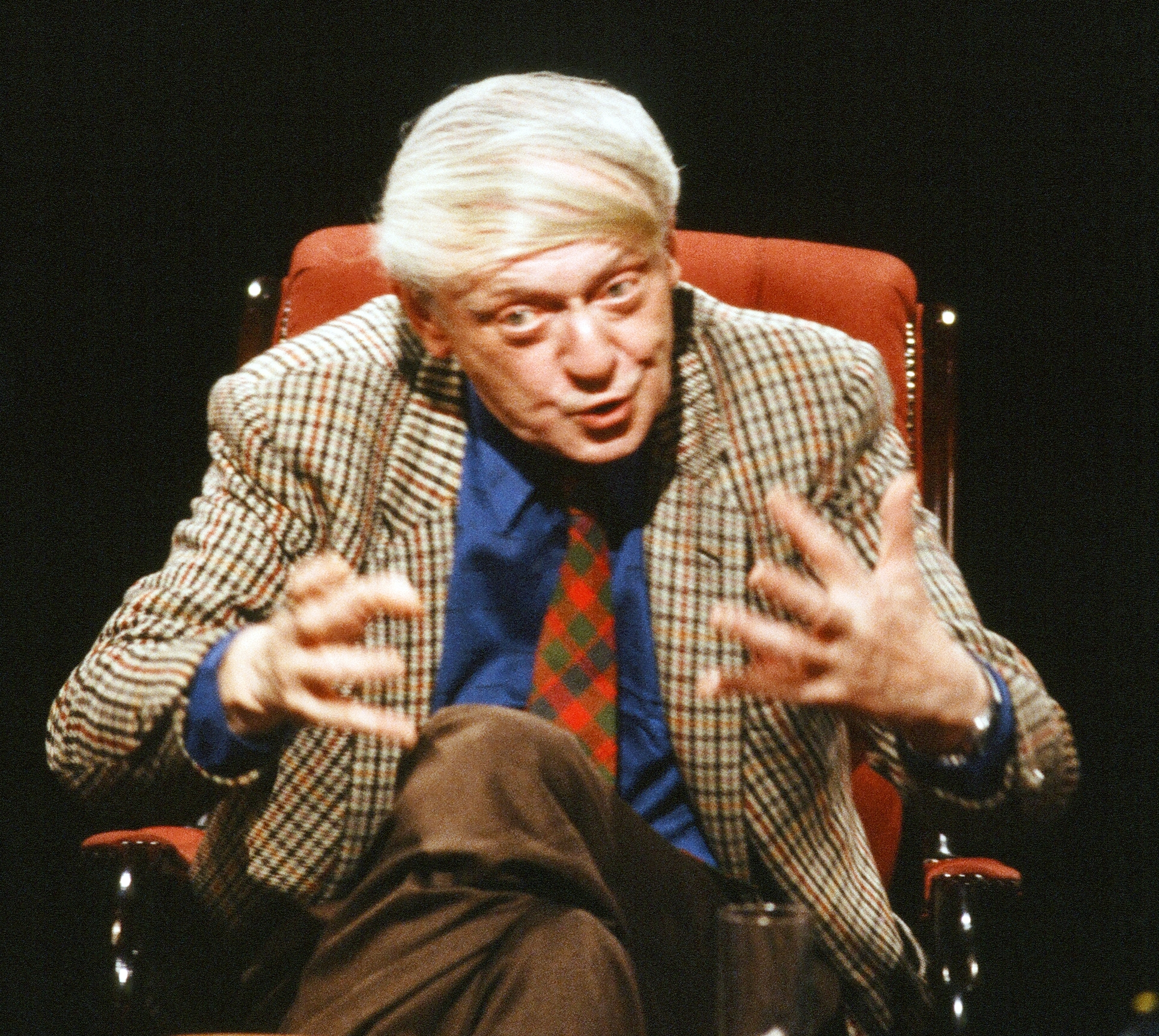
Anthony Burgess (1917–1993)

- Burgess, Anthony Joseph (1938–2013), australischer Geistlicher und römisch-katholischer Bischof von Wewak
- Burgess, Bobby (1929–1997), US-amerikanischer Jazzmusiker
- Burgess, Cameron (* 1995), australischer Fußballspieler
- Burgess, Charles (* 1984), US-amerikanisch-belizischer Basketballspieler
- Burgess, Chris (* 1981), US-amerikanischer Skeletonsportler
- Burgess, Clifford (* 1957), kanadischer Physiker
- Burgess, Colin (1946–2023), australischer Schlagzeuger
- Burgess, David (* 1977), kanadischer Eishockeyspieler
- Burgess, Don (* 1933), britischer Radsportler
- Burgess, Don (* 1956), US-amerikanischer Kameramann
- Burgess, Dorothy (1907–1961), US-amerikanische Schauspielerin
- Burgess, Edgar (1891–1952), britischer Ruderer
- Burgess, Edward (1927–2015), britischer General
- Burgess, Edward M. (1934–2018), amerikanischer Chemiker
- Burgess, Ernest (1886–1966), kanadischer Soziologe
- Burgess, George Farmer (1861–1919), US-amerikanischer Politiker
- Burgess, Greg (* 1972), US-amerikanischer Schwimmer
- Burgess, Guy (1911–1963), britischer Journalist und Spion
- Burgess, Harry (1872–1933), US-amerikanischer Offizier
- Burgess, Helen (1916–1937), US-amerikanische Schauspielerin
- Burgess, Ian (1930–2012), britischer Rennfahrer
- Burgess, James (1832–1916), britischer Indologe
- Burgess, Jeremy (* 1953), australischer Renn-Ingenieur
- Burgess, Jim (1953–1993), US-amerikanischer Musikproduzent, Remixer und Club-DJ
- Burgess, John S. (1920–2007), US-amerikanischer Anwalt und PolitikerJohn S. Burgess (1920–2007)

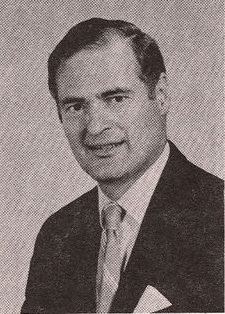
John S. Burgess (1920–2007)

- Burgess, John William (1844–1931), US-amerikanischer Politikwissenschaftler, Historiker und Jurist
- Burgess, Jordan (* 1994), US-amerikanische Volleyballspielerin
- Burgess, Lord (1924–2019), US-amerikanischer Komponist
- Burgess, Margaret (* 1949), schottische Politikerin
- Burgess, Mark (* 1960), britischer Songschreiber, Musiker und Sänger
- Burgess, Martin (1931–2022), englischer Uhrmacher
- Burgess, Melvin (* 1954), britischer Jugendbuchautor
- Burgess, Michael (* 1984), US-amerikanischer Kameramann
- Burgess, Michael C. (* 1950), US-amerikanischer Politiker der Republikanischen Partei
- Burgess, Nigel (1942–1992), britischer Einhandsegler, Kapitän und Geschäftsmann
- Burgess, Paul (* 1950), britischer Rock-SchlagzeugerPaul Burgess (* 1950)

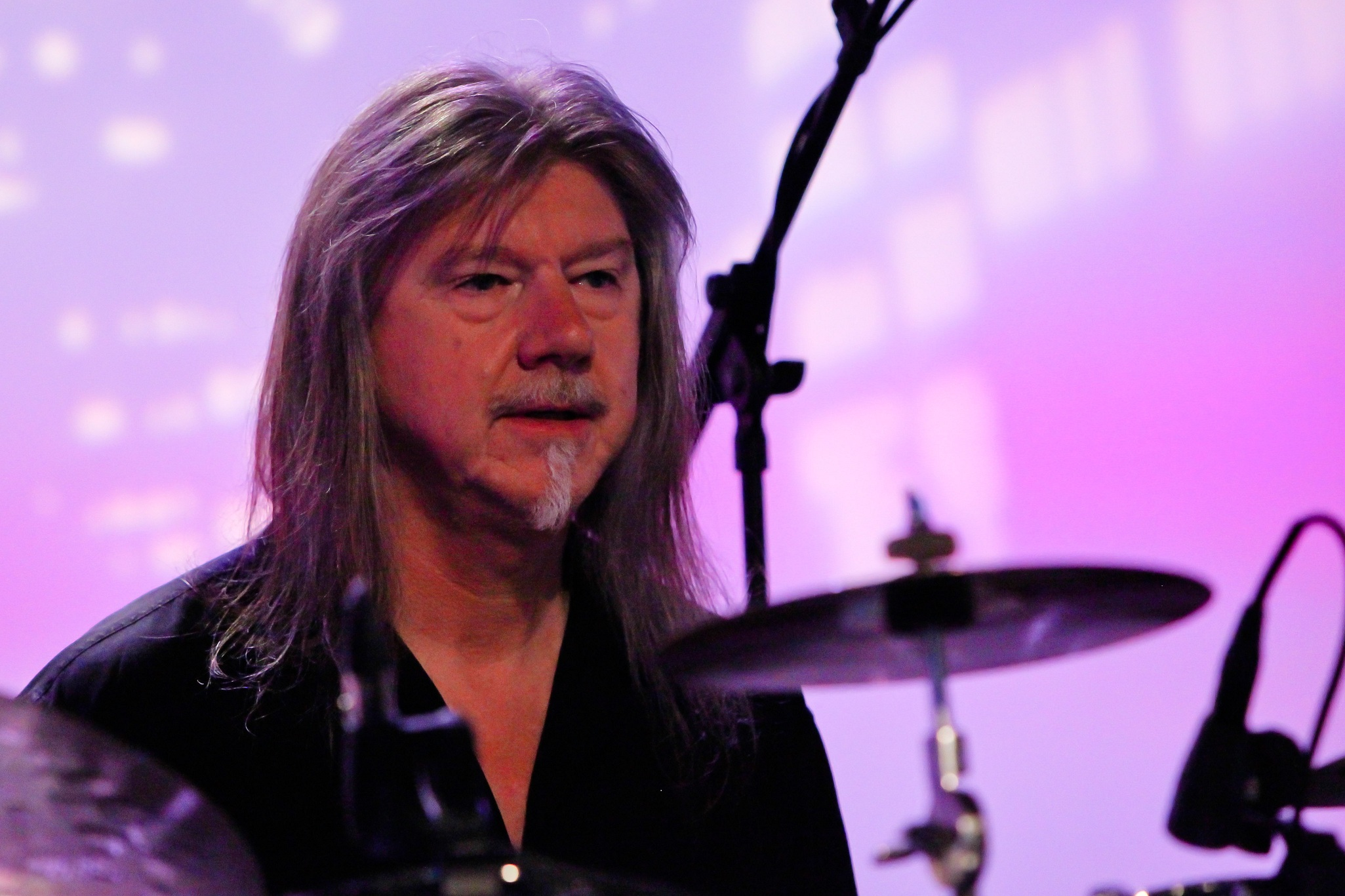
Paul Burgess (* 1950)

- Burgess, Richard James, britischer Musikproduzent und Schlagzeuger
- Burgess, Richard W., kanadischer Althistoriker
- Burgess, Robert L. (1938–2021), US-amerikanischer Soziologe und Kriminologe
- Burgess, Ron (1917–2005), walisischer Fußballspieler und -trainer
- Burgess, Ruth Payne (1865–1934), US-amerikanische naturalistische Malerin von Porträts, Stillleben und Genremalerin
- Burgess, Shayne (* 1964), englischer Dartspieler
- Burgess, Shirley (* 1934), britische Sprinterin
- Burgess, Simon (* 1967), australischer Ruderer
- Burgess, Sonny (1931–2017), US-amerikanischer Rockabilly-Musiker
- Burgess, Starling (1878–1947), US-amerikanischer Yachtkonstrukteur und Bootsbauer
- Burgess, Terrell (* 1998), US-amerikanischer American-Football-Spieler
- Burgess, Thomas (1756–1837), englischer Autor und Philosoph
- Burgess, Thomas William (1872–1950), britischer Schwimmer und Schwimmtrainer
- Burgess, Tim (* 1967), britischer Musiker
- Burgess, Tituss (* 1979), US-amerikanischer Schauspieler und SängerTituss Burgess (* 1979)

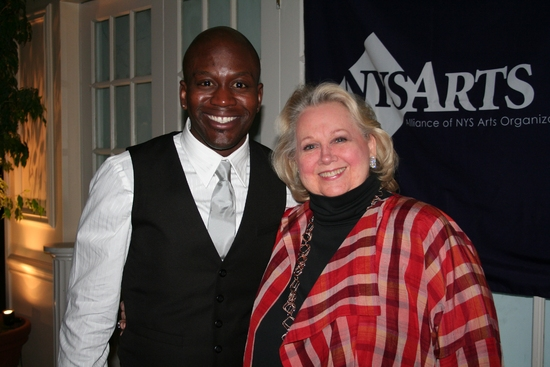
Tituss Burgess (* 1979)

- Burgess, Tony (* 1955), kanadischer Autorennfahrer
- Burgess, William (1930–2022), kanadischer Regattasegler
- Burgess, Wilma (1939–2003), US-amerikanische Country-Sängerin

#### Burgev
- Burgevine, Henry (1836–1865), US-amerikanischer Abenteurer und Söldner

#### Burgey
- Burgey, Franz (1927–2018), deutscher römisch-katholischer Priester und Theologe
- Burgey, Kerstin (* 1989), deutsche Fußballspielerin

### Burgg
- Burggaller, Ernst Günther (1896–1940), deutscher Rennfahrer und Jagdflieger
- Burggrabe, Helge (* 1973), deutscher Komponist, Blockflötist, Bühnenbildner und SeminarleiterHelge Burggrabe (* 1973)

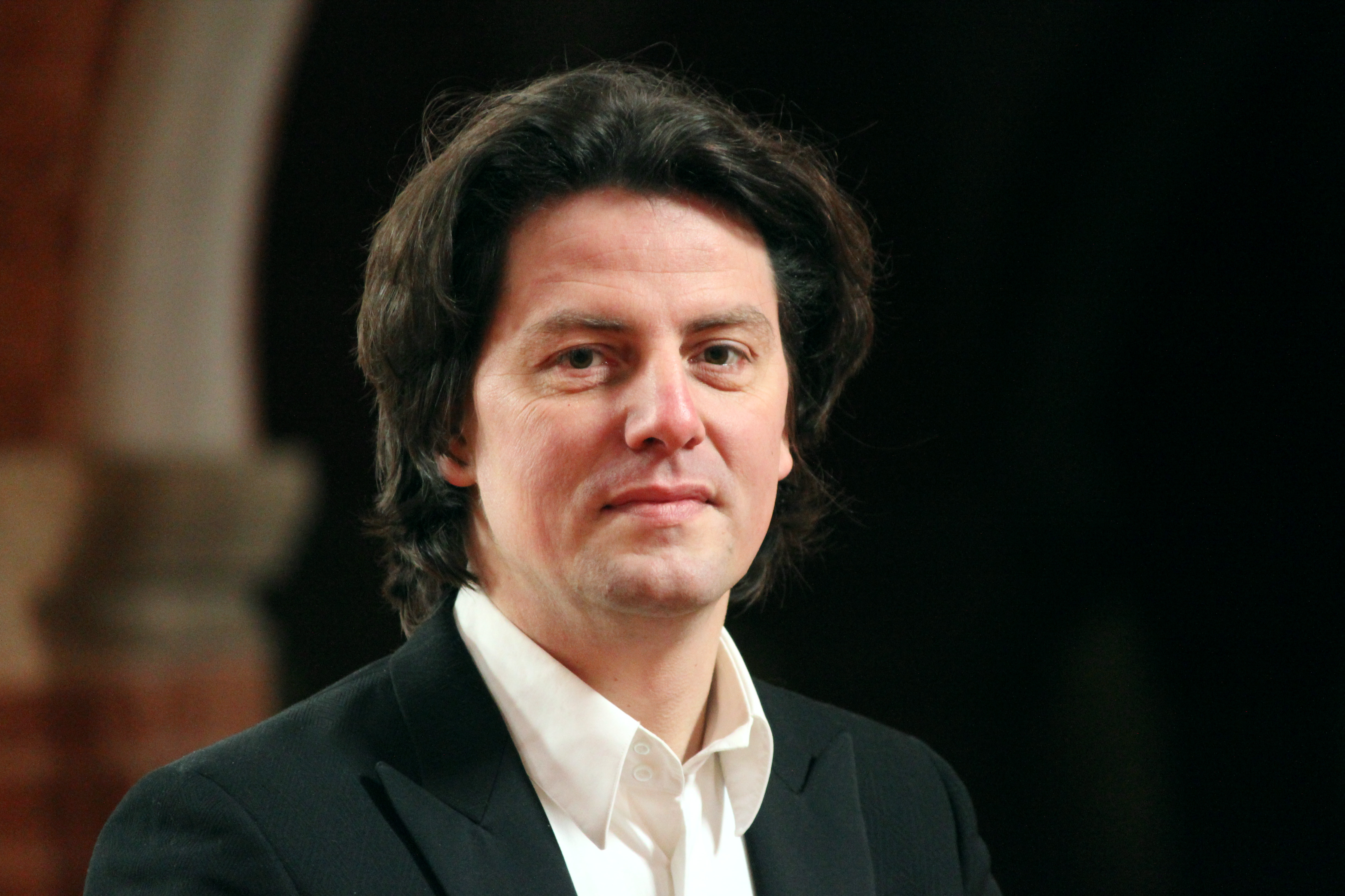
Helge Burggrabe (* 1973)

- Burggraef, Joseph (1876–1942), deutscher Landrat
- Burggraf von Lienz, Dichter aus dem Ministerialengeschlecht der Burggrafen von Lienz (Lüenz) in Kärnten
- Burggraf von Regensburg, Regensburger Minnesänger hochadeligen Geschlechts
- Burggraf von Rietenburg, Riedenburger Minnesänger hochadeligen Geschlechts
- Burggraf, Auguste (1832–1868), deutsche Theaterschauspielerin
- Burggräf, Eric (* 1999), deutscher Volleyballspieler
- Burggraf, Hans (1927–2001), deutscher Politiker (CDU), MdL
- Burggraf, Julius (1853–1912), evangelischer Pfarrer und Literaturwissenschaftler
- Burggraf, Jutta (1952–2010), deutsche römisch-katholische Theologin und Hochschullehrerin
- Burggräf, Peter (* 1980), deutscher Ingenieurwissenschaftler
- Burggraff, Georges (* 1929), französischer Motorrad- und Autorennfahrer sowie Taucher
- Burggräfingk, Leonhard († 1671), herzoglich calenbergischer Hofmusiker
- Burggrav, Johann Philipp (1673–1746), deutscher Arzt
- Burggrave, Johann Philipp (1700–1775), deutscher Arzt

### Burgh
- Burgh, Albert (1593–1647), niederländischer Arzt und Bürgermeister von Amsterdam
- Burgh, Cameron van der (* 1988), südafrikanischer Schwimmer
- Burgh, Cornelius, deutscher Jurist, Organist und Komponist
- Burgh, Elizabeth de (1289–1327), schottische KöniginElizabeth de Burgh (1289–1327)

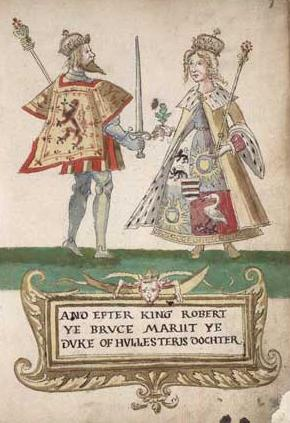
Elizabeth de Burgh (1289–1327)

- Burgh, Hubert de, 1. Earl of Kent, englischer Adliger, Justiciar von England
- Burgh, Margaret de († 1237), englische Adlige
- Burgh, Maud de, anglo-irische Adlige
- Burgh, Richard de, englischer Baron und Justiziar Irlands
- Burgh, Thomas, 1. Baron Burgh († 1550), englischer Adliger und Politiker der Tudorzeit
- Burgh, Ulick John de, 1. Marquess of Clanricarde (1802–1874), britischer Politiker und Peer
- Burgh, William de, 3. Earl of Ulster (1312–1333), irischer Adliger und King’s Deputy von Irland
- Burghaber, Adam (1608–1687), deutscher Theologe und Jesuitenpater
- Burghagen, Daniel Albrecht von, preußischer Major und Bataillonskommandeur
- Burghagen, Gunther (* 1965), deutscher Fernsehproduzent und Autor
- Burghagen, Wilhelm Albrecht von (1739–1799), preußischer Generalmajor und Chef des Infanterieregiments Nr. 10
- Burghalden, Hedwig ab, Sagenfigur
- Burghard, Waldemar (1924–2002), deutscher Polizist, Direktor des Landeskriminalamtes Niedersachsen
- Burghardi, Adde Bernhard (1710–1787), deutscher evangelisch-lutherischer Geistlicher, Hauptpastor der Lübecker Petrikirche und Senior des Lübecker Geistlichen Ministeriums
- Burghardt, Alexandra (* 1994), deutsche SprinterinAlexandra Burghardt (* 1994)

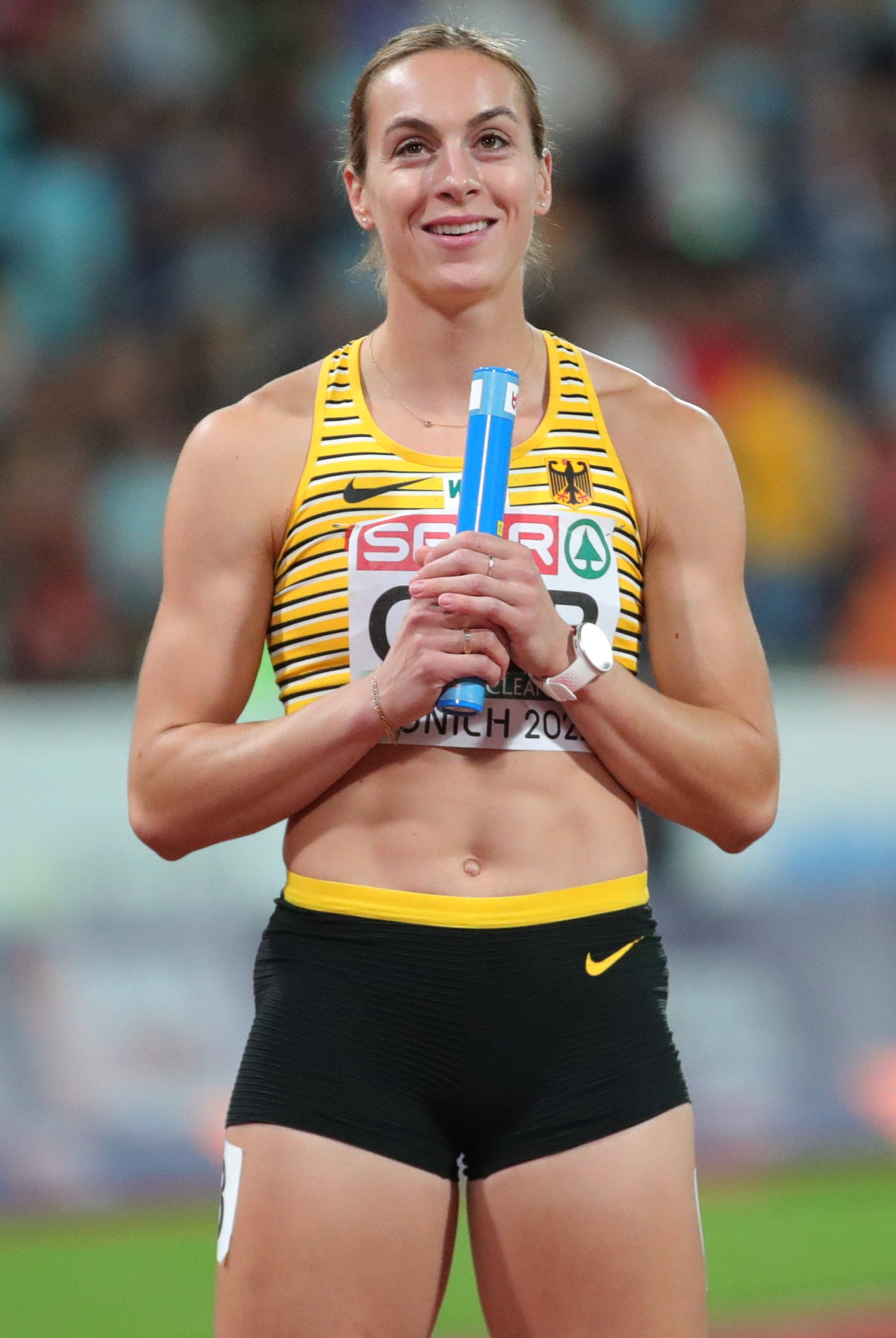
Alexandra Burghardt (* 1994)

- Burghardt, Anne (* 1975), estnische lutherische Pfarrerin
- Burghardt, Anton (1910–1980), österreichischer Soziologe
- Burghardt, Anton (1942–2022), deutscher Fußballspieler und -trainer
- Burghardt, Benedikt (* 1960), deutscher Komponist
- Burghardt, Daniel (* 1984), deutscher Erziehungswissenschaftler und Hochschullehrer
- Burghardt, Dirk (* 1969), deutscher Kartograf
- Burghardt, Erich (1921–2006), österreichischer Gynäkologe
- Burghardt, Franz (1803–1890), Arzt und Geschäftsmann in Budapest
- Burghardt, Franz Josef (* 1952), deutscher Wissenschaftstheoretiker und Sozialhistoriker
- Burghardt, Georg (1876–1943), deutscher Bühnen- und Stummfilmschauspieler, Bühnen- und Stummfilmregisseur, Dramaturg und Bearbeiter von Bühnenstücken
- Burghardt, Georg Theodor August (1807–1860), deutscher Schriftsteller
- Burghardt, Günter (* 1941), deutscher Jurist und Botschafter
- Burghardt, Hans-Georg (1909–1993), deutscher Musikwissenschaftler und Komponist
- Burghardt, Heinz (* 1958), deutscher Synchronregisseur und Dialogbuchautor
- Burghardt, Horst (* 1958), deutscher Politiker (Die Grünen), MdL
- Burghardt, Hubert (* 1958), deutscher Kabarettist
- Burghardt, Julia (* 1990), Tanzsportlerin in Österreich
- Burghardt, Juliane (* 1984), deutsche Wissenschaftlerin und Autorin
- Burghardt, Katja (1962–2025), deutsche Journalistin und ChefredakteurinKatja Burghardt (1962–2025)

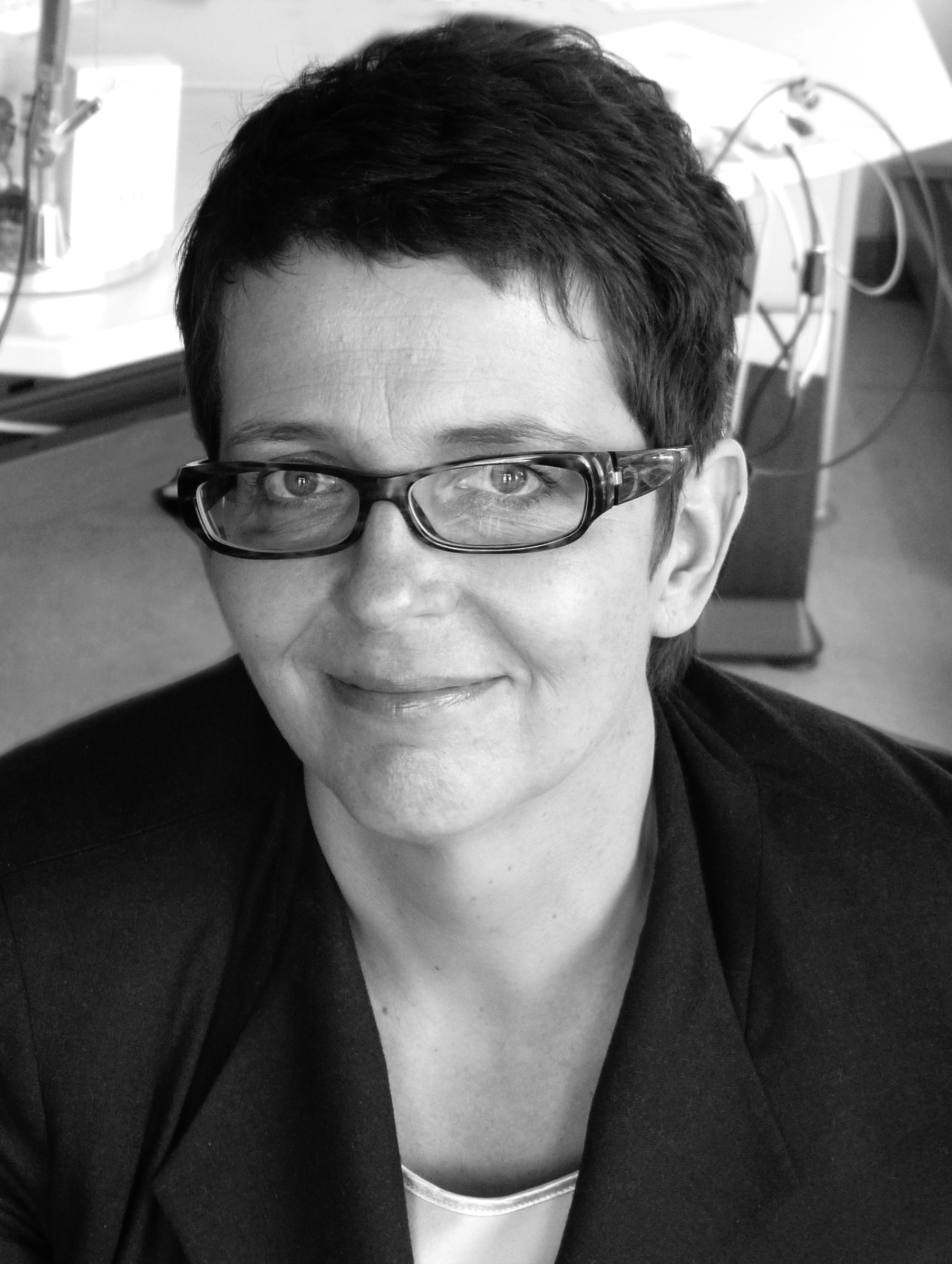
Katja Burghardt (1962–2025)

- Burghardt, Klara (* 1954), ungarische Lyrikerin
- Burghardt, Marcus (* 1983), deutscher Radrennfahrer
- Burghardt, Max (1893–1977), deutscher Schauspieler, Intendant und Vorsitzender des Kulturbundes der DDR
- Burghardt, Maxim (* 2004), deutscher Fußballspieler
- Burghardt, Otto Paul (1875–1959), deutscher Architekt
- Burghardt, Patrick (* 1980), deutscher Politiker (CDU)
- Burghardt, Paul (1898–1969), deutscher Grafiker, Maler, Publizist und Bilder-Restaurator
- Burghardt, Paul (* 1986), deutscher Autor, Hörspielproduzent, Sprecher, Dialogregisseur und Dialogbuchautor
- Burghardt, Regine, deutsche Filmschauspielerin
- Burghardt, Ursula (1928–2008), deutsche Künstlerin
- Burghardt, Victor (* 1937), ungarisch-schweizerischer Klarinettist und Komponist
- Burghardt, Walter (1885–1938), deutscher Politiker (NSDAP), MdR
- Burghardt, Walter J. (1914–2008), US-amerikanischer Ordensgeistlicher, Hochschullehrer und Autor
- Burghart, Anton, badischer Bildhauer
- Burghart, Christoph Gottehr (1683–1745), deutscher Lyriker und Mediziner
- Burghart, Georg (1865–1954), deutscher evangelischer Theologe, Berliner Generalsuperintendent und Oberdomprediger
- Burghart, Gottfried Heinrich (1705–1771), schlesischer Mediziner und Mathematiker
- Burghart, Hans (1936–2020), deutscher Arzt
- Burghart, Heinz (1925–2009), deutscher Journalist und Buchautor
- Burghart, Hermann (1834–1901), böhmischer Bühnenbild- und Hoftheatermaler
- Burghart, Nancy, US-amerikanische Radrennfahrerin
- Burghart, Ralph (* 1966), österreichischer Eiskunstläufer
- Burghart, Toni (1928–2008), deutscher Künstler
- Burghartswieser, Christian (* 1973), deutscher Schauspieler und Regisseur
- Burghartswieser, Manfred (* 1973), deutscher Fußballspieler
- Burghartz, Arnold (1886–1963), deutscher Politiker (Zentrum, CDU), MdL
- Burghartz, Ernst (1921–2008), deutscher Architekt der Moderne, tätig in Essen
- Burghartz, Joachim (* 1956), deutscher Elektroingenieur
- Burghartz, Susanna (* 1956), deutsch-schweizerische Historikerin
- Burghausen, Heinrich von (1304–1337), Bischof von Seckau
- Burghauser, Hugo (1896–1982), österreichischer Fagottist
- Burghauser, Jarmil (1921–1997), tschechischer Komponist, Dirigent und Musikwissenschaftler
- Burghauß, Friedrich von (1796–1885), schlesischer Gutsbesitzer und Politiker
- Burghauß, Otto von (1713–1795), kaiserlich-königlicher Feldmarschallleutnant
- Burgheim, Hedwig (1887–1943), deutsche Pädagogin, Leiterin des Fröbelseminars in Gießen
- Burgheim, Nicu (* 1987), deutsch-rumänische Fußballspielerin und FutsalspielerinNicu Burgheim (* 1987)

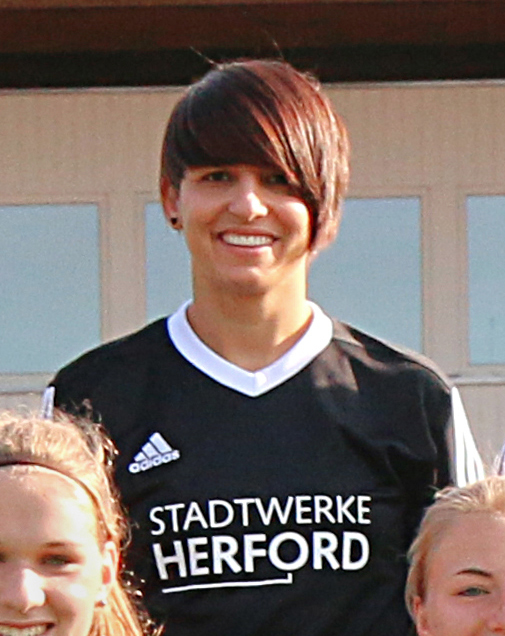
Nicu Burgheim (* 1987)

- Burgheim, Werner (* 1942), deutscher Sozialarbeiter, Pädagoge, Erziehungswissenschaftler und Hochschullehrer
- Burghele, Theodor (1905–1977), rumänischer Politiker (PCR), Mediziner und Hochschullehrer
- Burgher, Lennox (* 1946), jamaikanischer Dreispringer
- Burgher, Michelle (* 1977), jamaikanische Leichtathletin
- Burgher, Niesha (* 2002), jamaikanische Leichtathletin
- Burgherr, Thomas (* 1962), Schweizer Politiker (SVP)
- Burghersh, Bartholomew de, 2. Baron Burghersh († 1369), englischer Adliger
- Burghersh, Henry (1292–1340), englischer Bischof und Kanzler
- Burghill, John, englischer Ordensgeistlicher, Bischof von Llandaff und Bischof von Coventry und Lichfield
- Burghof, Hans-Peter (* 1963), deutscher Hochschullehrer
- Burghof, Karl (1896–1972), preußischer Landrat des Kreises Sankt Wendel-Baumholder (Rest) und des Kreis Biedenkopf
- Burghoff, Alberich († 1685), Abt des Klosters Neuzelle
- Burghoff, Gary (* 1943), US-amerikanischer FilmschauspielerGary Burghoff (* 1943)

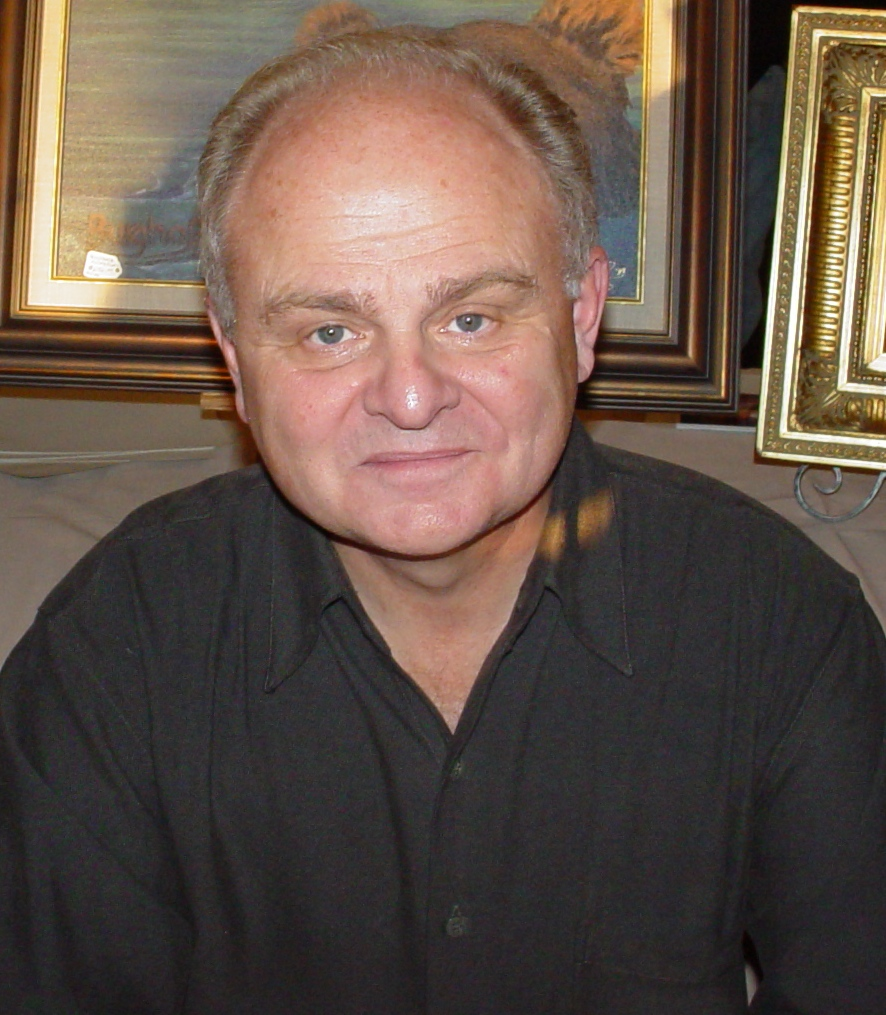
Gary Burghoff (* 1943)

- Burghoff, Hilger (1623–1666), Zisterzienserabt im Kloster Sedlec
- Burghoff, Johann Hartmann, Königlicher Planteur in der Stadt Potsdam und im Park Sanssouci
- Burghoff, Johann Karl Friedrich Christoph von (1769–1840), preußischer Generalmajor und zuletzt Kommandeur des 19. Landwehr-Regiments
- Burghoff, Paul (1900–1989), deutscher SS-Sturmbannführer, Täter des Holocaust
- Burgholzer, Michael (* 1963), österreichischer IT-Dienstleister und Autor
- Burghuber, Thomas (* 1994), österreichischer Fußballspieler

### Burgi
- Bürgi, Anna Maria (* 1936), Schweizer Malerin
- Bürgi, Bernadette (* 1974), Schweizer Filmproduzentin
- Bürgi, Conrad (1874–1945), Schweizer Politiker (CVP)
- Bürgi, David (1801–1874), Schweizer Politiker der Liberal-Radikalen Ausrichtung
- Bürgi, Emil (1872–1947), Schweizer Pharmakologe und Rektor der Universität Bern
- Bürgi, Hermann (* 1946), Schweizer Politiker (SVP)
- Bürgi, Jakob (1737–1795), deutscher Maler und Kunstverleger in der Schweiz
- Bürgi, Jakob (* 1934), Schweizer Politiker (CVP)
- Bürgi, Josef (1864–1932), Schweizer Politiker
- Bürgi, Jost (1552–1632), Schweizer Uhrmacher, Instrumentenbauer und AstronomJost Bürgi (1552–1632)

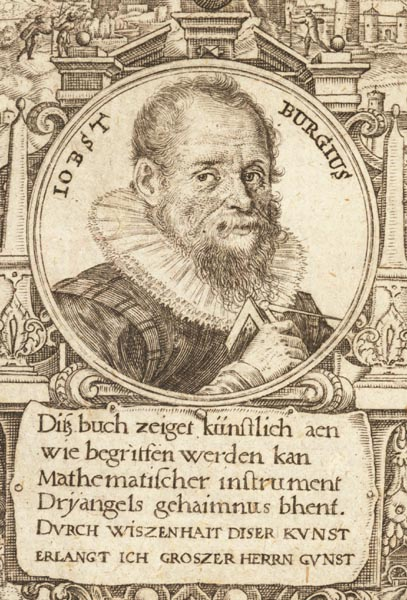
Jost Bürgi (1552–1632)

- Bürgi, Laura (* 1991), Schweizer Unihockeyspielerin
- Burgi, Maria (1912–2017), deutsche Gewerkschafterin
- Bürgi, Markus (* 1961), Schweizer Künstler
- Burgi, Martin (* 1964), deutscher Rechtswissenschaftler und Staatsrechtslehrer
- Burgi, Max (1882–1946), Schweizer Journalist und Sportfunktionär, Vorsitzender des Radsport-Weltverbands Union Cycliste Internationale
- Bürgi, O’Neil (* 1981), Schweizer Filmemacher und Editor
- Bürgi, Raphaela (1923–2021), Schweizer Ordensschwester und Künstlerin
- Burgi, Richard (* 1958), US-amerikanischer SchauspielerRichard Burgi (* 1958)

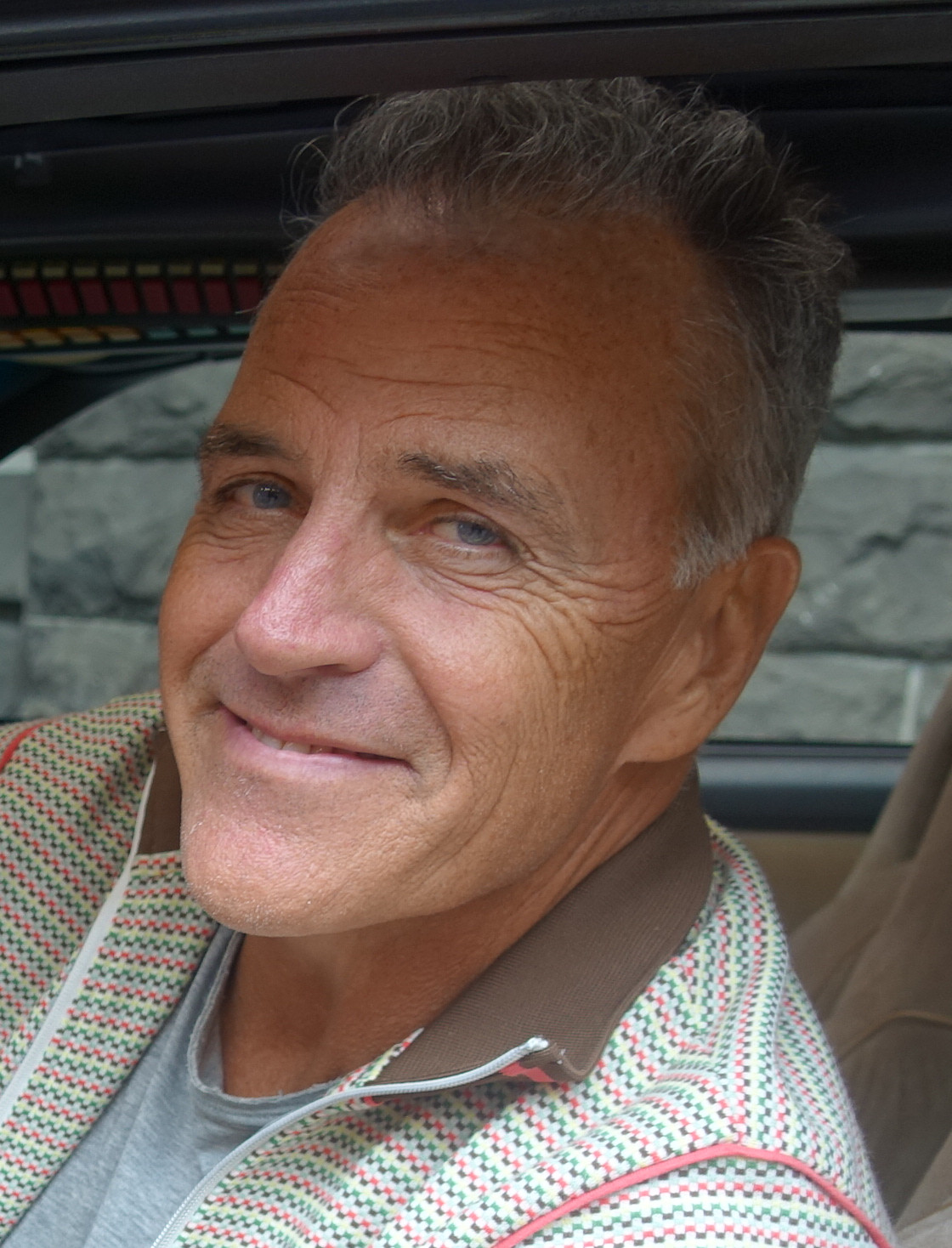
Richard Burgi (* 1958)

- Bürgi, Roman (* 1969), Schweizer Politiker
- Bürgi, Stephan (* 1966), Schweizer Film- und Theaterschauspieler
- Bürgi, Ulrich (1671–1739), deutscher Benediktiner und Abt
- Bürgi, Urs (1909–1989), Schweizer Politiker (CVP)
- Bürgi, Wolfhart Friedrich (1901–1989), Schweizer Rechtswissenschaftler und Hochschulrektor
- Burgić Bucko, Ema (* 1992), bosnische Tennisspielerin
- Burgić, Miran (* 1984), slowenischer Fußballspieler
- Bürgin, Alfred (1927–2014), Schweizer Wirtschaftshistoriker
- Bürgin, Andrea (* 1957), Schweizer Fernseh- und Theaterschauspielerin
- Bürgin, Dieter (* 1939), Schweizer Kinder- und Jugendpsychiater und Psychoanalytiker
- Burgin, Elise (* 1962), US-amerikanische Tennisspielerin
- Bürgin, Emil (1848–1933), Schweizer Elektrotechniker
- Bürgin, Ernst (1885–1966), deutscher Chemiker und verurteilter Kriegsverbrecher
- Bürgin, Fritz (1917–2003), Schweizer Bildhauer und Zeichner
- Bürgin, Hans (1904–1977), deutscher Lehrer und Thomas-Mann-Forscher
- Burgin, Leslie (1887–1945), britischer Politiker, Unterhausabgeordneter
- Bürgin, Luc (1970–2024), Schweizer Journalist, Publizist und Schriftsteller
- Burgin, Max (* 2002), britischer Mittelstreckenläufer
- Bürgin, Melchior (* 1943), Schweizer Ruderer
- Bürgin, Oliver (* 1973), Schweizer Schauspieler
- Bürgin, Sima Beatrice (* 1968), deutsch-schweizerisch-iranische Schauspielerin
- Burgin, Ted (1927–2019), englischer Fußballtorhüter
- Burgin, Victor (* 1941), britischer Künstler
- Burgin, William O. (1877–1946), US-amerikanischer Politiker
- Bürgin, Yvonne (* 1970), Schweizer Politikerin
- Burģis, Matīss (* 1989), lettischer Tischtennisspieler
- Bürgisser, Gerhard (1608–1670), Abt des Klosters Wettingen
- Bürgisser, Leodegar († 1717), Abt des Benediktinerklosters St. Gallen (1696–1717)
- Bürgisser, Margret, Schweizer Sachbuchautorin, Soziologin und Unternehmerin
- Bürgisser, Peter (* 1962), Mathematiker und Informatiker

### Burgk
- Burgkart, Florian (* 2000), deutscher Schauspieler
- Burgkmair, Hans der Ältere (1473–1531), deutscher Maler, Zeichner und HolzschneiderHans Burgkmair der Ältere (1473–1531)

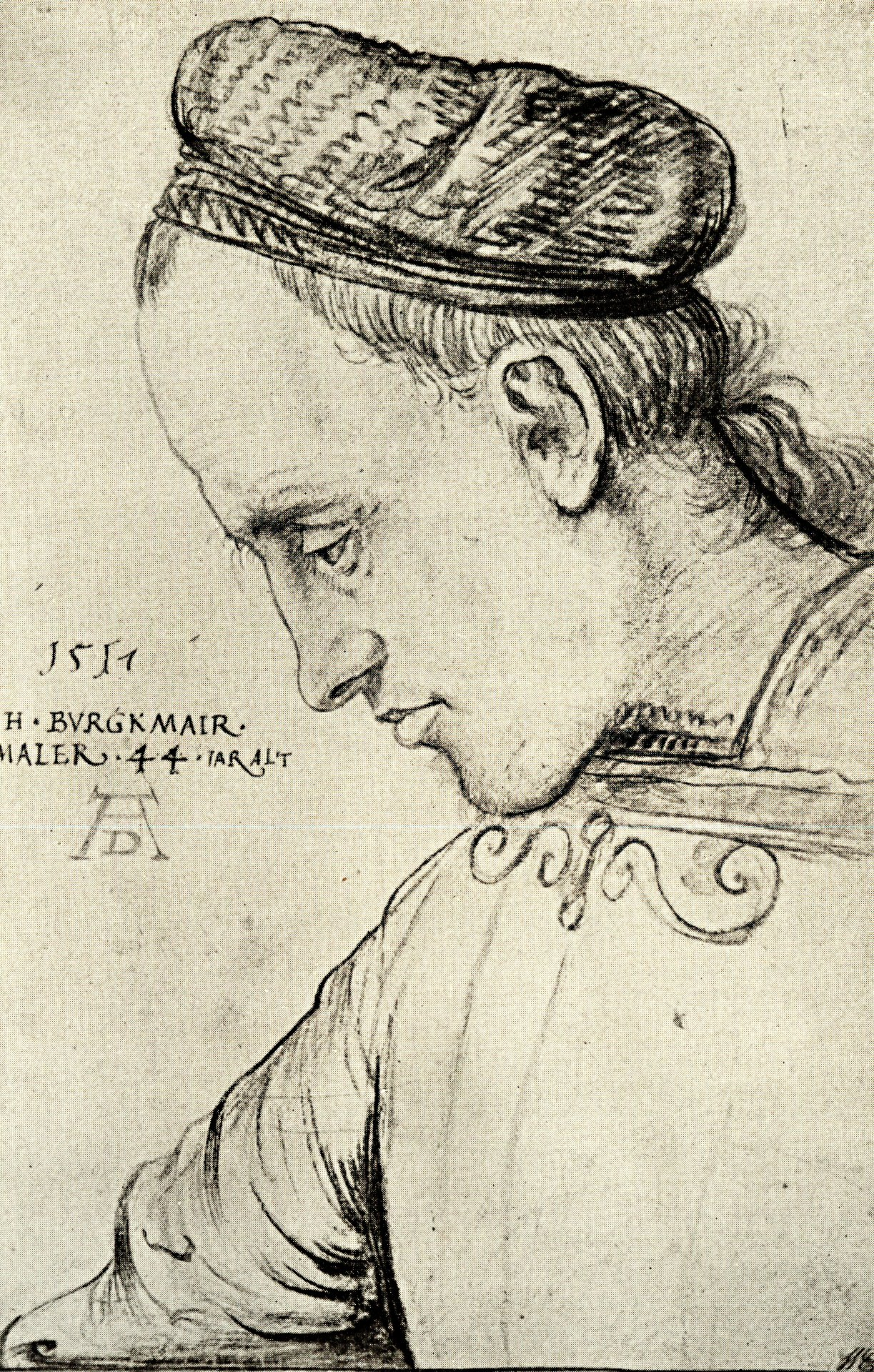
Hans Burgkmair der Ältere (1473–1531)

- Burgkmair, Thoman († 1523), deutscher Maler des Mittelalters

### Burgl
- Bürgl, Hans (1907–1966), österreichischer Erdölgeologe und Paläontologe
- Bürgle, Klaus (1926–2015), deutscher Grafiker
- Burglechner, Anton (1693–1760), österreichischer Pfarrer
- Burglechner, Matthias (1573–1642), österreichischer Jurist, Geschichtsschreiber und Kartograph
- Bürgler, Alfons (* 1936), Schweizer Künstler
- Bürgler, Bernhard (* 1960), österreichischer römisch-katholischer Priester, Jesuitenprovinzial
- Bürgler, Dario (* 1987), Schweizer Eishockeyspieler
- Bürgler, Jakob (* 1967), österreichischer römisch-katholischer Priester, Diözesanadministrator der Diözese Innsbruck
- Bürgler, Karl (* 1943), Schweizer Ordensgeistlicher, Missionar und Bischof
- Bürgler, Stephan (* 1987), österreichischer Fußballspieler
- Bürgler, Thomas (* 1960), Schweizer Skirennfahrer
- Bürgler, Toni (1935–2022), Schweizer Ländlermusikant
- Bürgler, Toni (* 1957), Schweizer Skirennfahrer
- Bürgler, Viktoria (* 2004), österreichische Skirennläuferin
- Bürgler, Werner (* 1960), österreichischer Fußballspieler und Trainer

### Burgm
- Burgmaier, Alex (* 1973), liechtensteinischer Fußballspieler
- Burgmaier, Bartholomäus (1820–1884), deutscher Polizist und bayerischer Verwaltungsbeamter
- Burgman, Raimond (* 1964), niederländischer Karambolagespieler
- Burgmann, Arnold Norbert (1909–1987), deutscher Geistlicher (römisch-katholisch), Steyler Missionar und Ethnologe
- Burgmann, Dieter (* 1939), deutscher Politiker (Bündnis 90/Die Grünen), MdB
- Burgmann, Jacob (1659–1724), deutscher lutherischer Theologe und Hochschullehrer
- Burgmann, Johann, Tiroler Maler
- Burgmann, Johann (1589–1662), deutscher Jurist und Hochschullehrer
- Burgmann, Johann Christian (1697–1775), deutscher lutherischer Theologe und Hochschullehrer
- Burgmann, Johann Georg, deutscher Jurist
- Burgmann, Max (1844–1929), deutscher Jurist und Bürgermeister von Schwerin
- Burgmann, Meredith (* 1947), australische Politikerin, Politikwissenschaftlerin, Mitglied und Präsidentin des Legislativrates von New South Wales
- Burgmann, Nikolaus († 1443), Domdekan in Speyer, Professor in Heidelberg (1388–1407)
- Burgmann, Rudolf (1874–1943), österreichischer Lehrer und Politiker (CS), MdL (Burgenland), Abgeordneter zum Nationalrat, Mitglied des Bundesrates
- Burgmeier, Franz (* 1982), liechtensteinischer Fußballspieler
- Burgmeier, Josef (1844–1905), Schweizer Sänger und Musiker
- Burgmeier, Lisa (1874–1951), Schweizer Konzertsängerin
- Burgmeier, Max (1881–1947), Schweizer Maler, Zeichner, Grafiker und Holzschneider
- Burgmeier, Patrick (* 1980), liechtensteinischer Fussballspieler
- Burgmeijer, Wil (* 1947), niederländische Eisschnellläuferin
- Burgmer, Christoph (* 1962), deutscher Journalist
- Burgmer, Elly (1891–1975), deutsche Schauspielerin
- Burgmer, Franz Karl (1930–2017), deutscher Politiker (CDU), MdL
- Burgmüller, Friedrich (1806–1874), deutscher Komponist
- Burgmüller, Friedrich August (1760–1824), deutscher Pianist, Kapellmeister und Dirigent sowie städtischer Musikdirektor in Düsseldorf
- Burgmüller, Herbert (1913–1970), deutscher Schriftsteller
- Burgmüller, Norbert (1810–1836), deutscher Komponist

### Burgn
- Burgnard, Jean-Louis (* 1945), Schweizer Rennwagenkonstrukteur
- Burgner-Kahrs, Jessica (* 1981), deutsche Informatikerin und Hochschullehrerin, Spezialisierung Kontinuumsrobotik
- Burgnich, Tarcisio (1939–2021), italienischer Fußballspieler und -trainerTarcisio Burgnich (1939–2021)

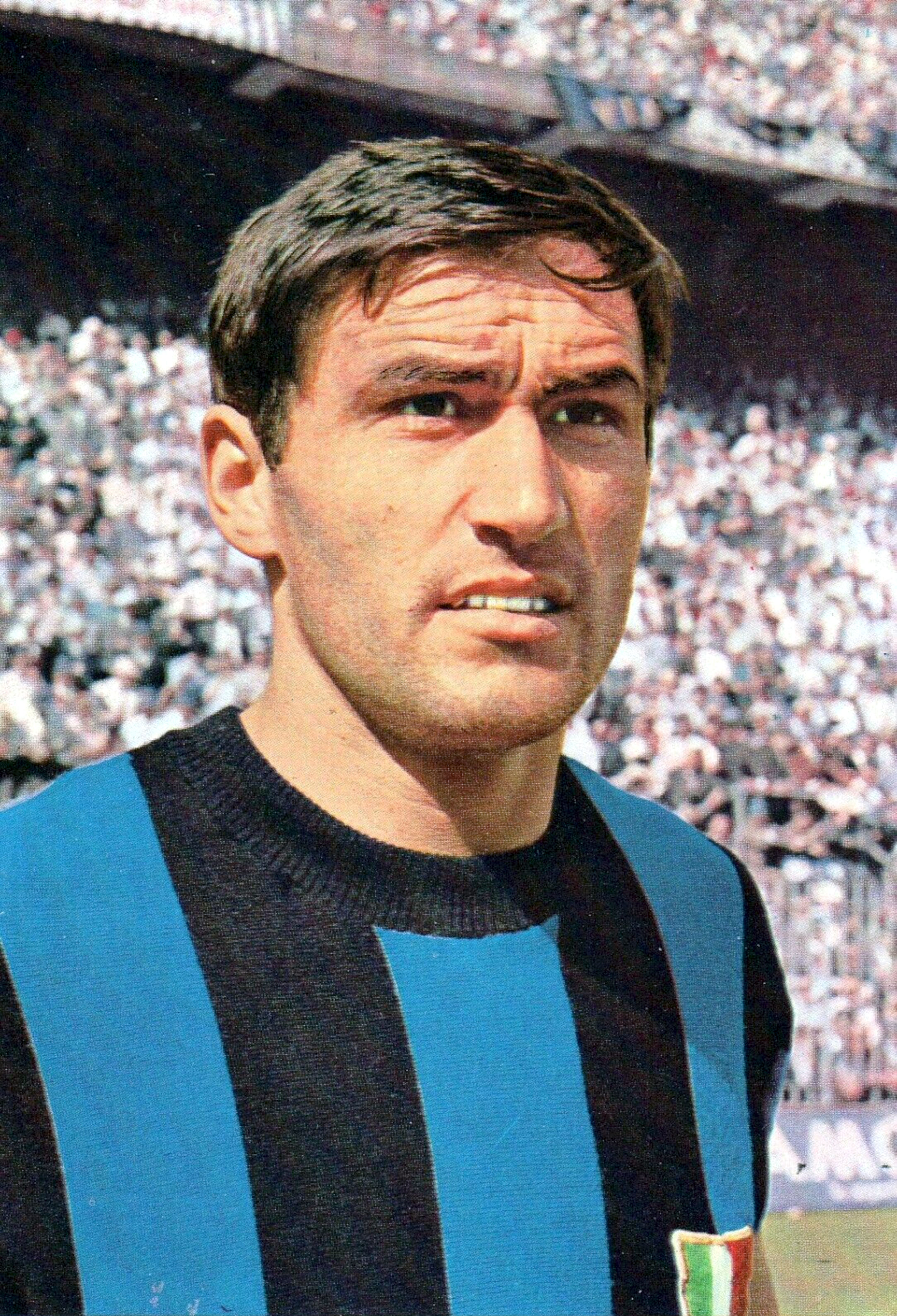
Tarcisio Burgnich (1939–2021)

### Burgo
- Burgo, Luigi (1876–1964), italienischer Elektroingenieur und Unternehmer
- Burgomaster, Kenneth (* 1969), US-amerikanischer Komponist
- Burgon, Geoffrey (1941–2010), englischer Komponist
- Burgon, John William (1813–1888), englischer anglikanischer Geistlicher
- Burgos Bengoetxea, Ricardo de (* 1986), spanischer Fußballschiedsrichter
- Burgos Brisman, Faustino (* 1960), dominikanischer römisch-katholischer Ordensgeistlicher, Bischof von Baní
- Burgos Sotomayor, Tomás (1875–1945), chilenischer Philanthrop
- Burgos, Alejandro (* 2000), spanischer Eishockeyspieler
- Burgos, Ana (* 1967), spanische Triathletin
- Burgos, Carmen de (1867–1932), spanische Journalistin, Autorin, Übersetzerin und Frauenrechtlerin
- Burgos, Dag (* 1966), guatemaltekischer Skilangläufer
- Burgos, Fausto (1888–1953), argentinischer Journalist und Schriftsteller
- Burgos, Fernando (* 1980), chilenischer Fußballspieler
- Burgos, Francisco Javier de (1778–1848), spanischer Verwaltungsbeamter, Politiker und Schriftsteller
- Burgos, Germán (* 1969), argentinischer Fußballnationalspieler
- Burgos, Hiram (* 1987), puerto-ricanischer Baseballspieler
- Burgos, Jose (1837–1872), philippinischer Priester
- Burgos, Julia de (1914–1953), puerto-ricanische Lyrikerin
- Burgos, Leonidas (* 1954), chilenischer Fußballspieler
- Burgos, Nácor (* 1977), spanischer Radrennfahrer
- Burgos, Ricardo (* 1965), guatemaltekischer Skilangläufer
- Burgos, Victor (* 1974), mexikanischer Boxer im Halbfliegengewicht
- Burgoyne, John (1722–1792), britischer General und SchriftstellerJohn Burgoyne (1722–1792)

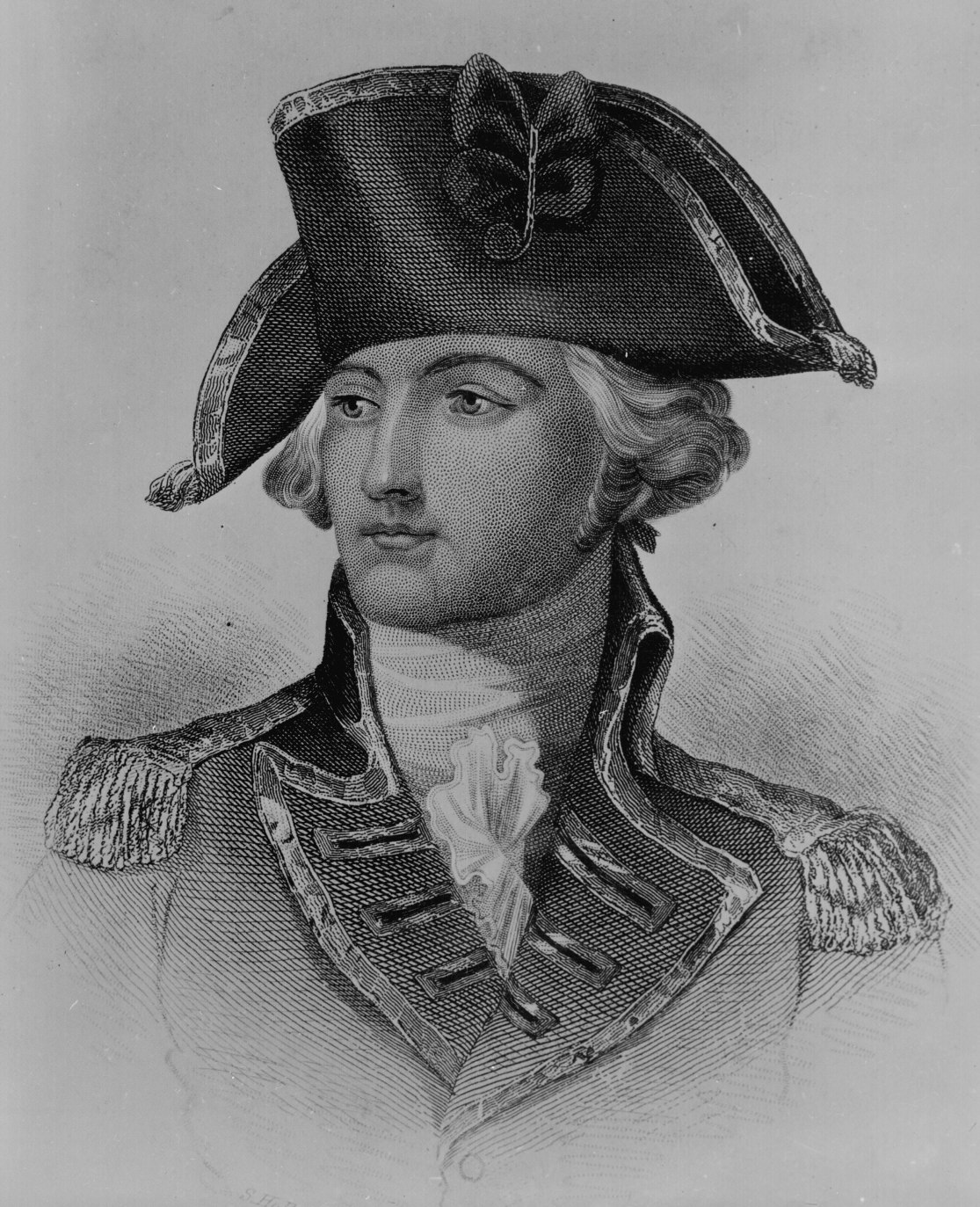
John Burgoyne (1722–1792)

- Burgoyne, John Fox (1782–1871), britischer Feldmarschall
- Burgoyne, Phelan (* 1994), britischer Jazzmusiker (Schlagzeug)
- Burgoyne, Victoria (* 1953), britische Schauspielerin

### Burgr
- Burgr, Jaroslav (1906–1986), tschechischer Fußballspieler
- Burgred († 880), König von Mercien (852–874)

### Burgs
- Burgschmiet, Jacob Daniel (1796–1858), deutscher Bildhauer, Erzgießer
- Burgsdorf, Ludwig von († 1490), Bischof von Lebus (1486/87 bis 1490)
- Burgsdorff, Alhard von (1890–1960), deutscher Industrieller, Landwirt und Geflügelzüchter
- Burgsdorff, Christoph Gottlob von (1735–1807), kursächsischer Beamter
- Burgsdorff, Christoph Ulrich von († 1667), Domherr in Magdeburg
- Burgsdorff, Curt Ludwig Franz von (1849–1922), deutscher Politiker
- Burgsdorff, Eugen von (1841–1877), brandenburgischer Rittergutsbesitzer und Parlamentarier
- Burgsdorff, Friedrich Adolph von (1743–1799), Kanzler des Stifts Merseburg, kursächsischer Appellationsrat sowie Rittergutsbesitzer
- Burgsdorff, Friedrich August Ludwig von (1747–1802), deutscher Botaniker, Forstwissenschaftler und preußischer Forstbeamter
- Burgsdorff, Georg Ehrentreich von (1603–1656), Brandenburger Militär, Gouverneur von Küstrin
- Burgsdorff, Hans-Henning von (1866–1917), Gutsbesitzer und preußischer Politiker
- Burgsdorff, Henning von (1867–1904), Offizier der Kaiserlichen Schutztruppe und Bezirksamtmann von Gibeon in Deutsch-Südwestafrika
- Burgsdorff, Johann Friedrich von († 1765), preußischer Landrat
- Burgsdorff, Konrad von (1595–1652), kurbrandenburgischer Staatsmann
- Burgsdorff, Kurt von (1886–1962), deutscher Verwaltungsbeamter, NationalsozialistKurt von Burgsdorff (1886–1962)

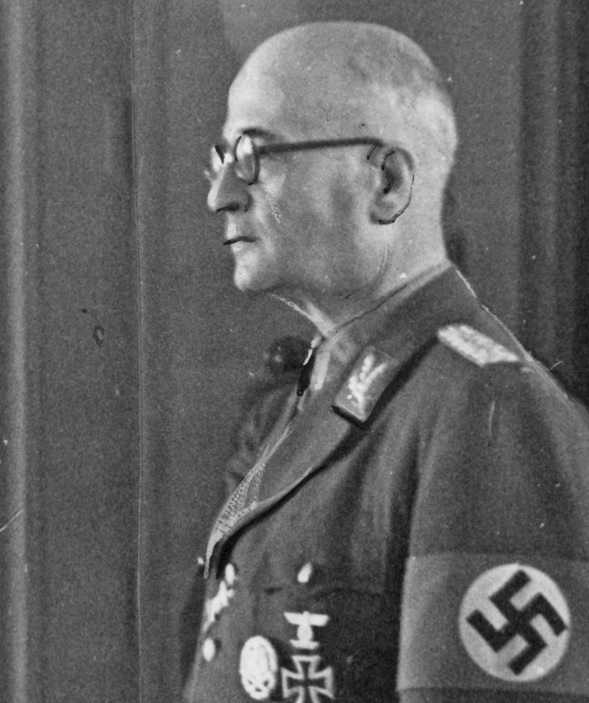
Kurt von Burgsdorff (1886–1962)

- Burgsdorff, Ludwig Christoph von (1774–1828), sächsischer Geheimer Rat
- Burgsdorff, Ludwig von (1812–1875), deutscher Politiker
- Burgsdorff, Peter von († 1439), deutscher römisch-katholischer Geistlicher und Bischof von Lebus
- Burgsdorff, Wilhelm Carl Friedrich von (1775–1849), Landstallmeister am Hauptgestüt Trakehnen
- Burgsdorff, Wilhelm Friedrich Theodor von (1772–1822), deutscher Mäzen
- Burgsmüller, Alfred (1914–1996), deutscher evangelischer Pastor und Theologe
- Burgsmüller, Lars (* 1975), deutscher Tennisspieler
- Burgsmüller, Manfred (1949–2019), deutscher Fußball- und Footballspieler
- Burgsmüller, Wilhelm (1932–2025), deutscher Fußballspieler
- Burgstaller, Alexander (* 1969), deutscher Automobilrennfahrer
- Burgstaller, Alexander (* 1999), österreichischer Fußballspieler
- Burgstaller, Alois (1871–1945), deutscher Kammersänger
- Burgstaller, Alois (1874–1942), österreichischer Bauer, Gastwirt und Politiker (CS), Abgeordneter zum Nationalrat
- Burgstaller, Bernhard (1886–1941), österreichischer Zisterzienser, Abt des Stifts Wilhering und NS-Opfer
- Burgstaller, Boris (* 1954), deutscher Schauspieler
- Burgstaller, Dominik (* 2001), österreichischer Snowboarder
- Burgstaller, Ernst (1906–2000), österreichischer Volkskundler
- Burgstaller, Franz (1915–1999), österreichischer Politiker (ÖVP), Abgeordneter zum Oberösterreichischen Landtag
- Burgstaller, Gabi (* 1963), österreichische Politikerin (SPÖ), Salzburger Landeshauptfrau
- Burgstaller, Guido (* 1989), österreichischer FußballspielerGuido Burgstaller (* 1989)

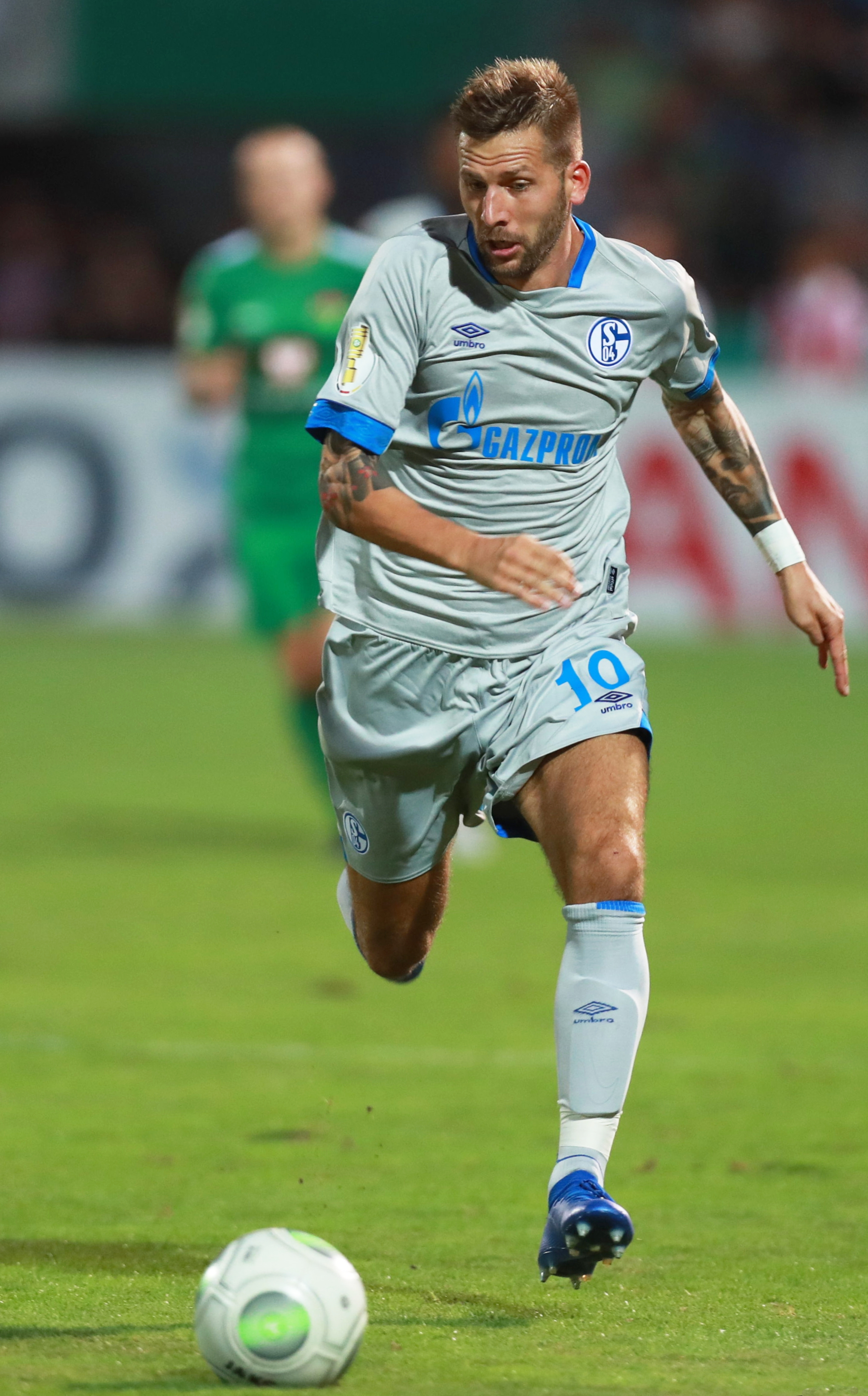
Guido Burgstaller (* 1989)

- Burgstaller, Ingrid (* 1960), deutsche Architektin und Hochschullehrerin
- Burgstaller, Luca (* 1995), österreichischer Politiker (SPÖ), Landtagsabgeordneter in Kärnten
- Burgstaller, Lukas (* 2002), österreichischer Fußballspieler
- Burgstaller, Manfred (* 1939), österreichischer Rechtswissenschaftler und Hochschullehrer
- Burgstaller, Maria Walburga (* 1770), deutsche Sängerin und Theaterschauspielerin
- Burgstaller, Paul (* 1945), österreichischer Politiker (ÖVP), Abgeordneter zum Nationalrat
- Burgstaller, Peter (1964–2007), österreichischer Fußballspieler
- Burgstaller, Sandro (* 1984), österreichischer Bobsportler und Nordischer Kombinierer
- Burgstaller, Thomas (* 1980), österreichischer Fußballspieler
- Burgstaller, Ulrich (1894–1935), deutscher evangelischer Pastor und Mitglied des Lübecker Senats
- Burgsteden, Jan van (* 1935), niederländischer Geistlicher, emeritierter Weihbischof in Haarlem-Amsterdam
- Burgsthaler-Schuster, Gertrud (1916–2004), österreichische Opernsängerin der Stimmlagen Mezzosopran und Alt

### Burgu
- Burguburu, Peter (1869–1933), elsässischer Politiker
- Burgueño, Joel (* 1988), uruguayischer Fußballspieler
- Burgueño, Juan (1923–1997), uruguayischer Fußballspieler
- Burgues de Missiessy, Édouard Thomas (1756–1837), französischer Admiral
- Burgués Terán, Max Antonio (* 1953), costa-ricanischer Unternehmer, Politiker und Diplomat
- Burguete, Eduardo (1962–2023), spanischer Moderner Fünfkämpfer
- Burguez, Federico (* 1994), uruguayischer Fußballspieler
- Burguez, Héctor (* 1967), uruguayischer Fußballspieler und -trainer
- Burgui (* 1993), spanischer Fußballspieler
- Burguière, André (* 1938), französischer Historiker
- Burgum, Doug (* 1956), US-amerikanischer PolitikerDoug Burgum (* 1956)

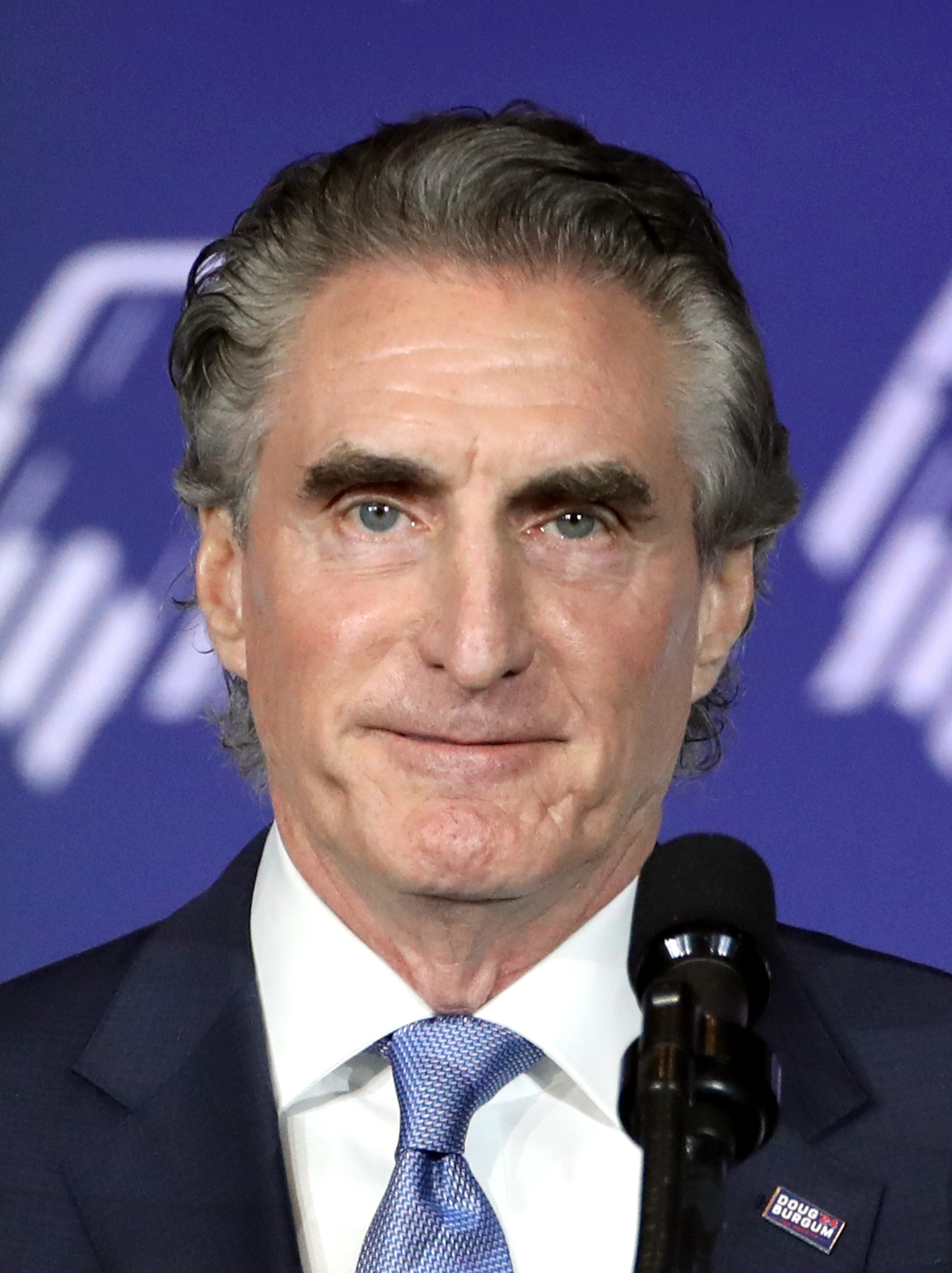
Doug Burgum (* 1956)

- Burgunder, Stephan (* 1975), Schweizer Kommunalpolitiker
- Burgundofaro (* 596), Heiliger der römisch-katholischen Kirche und Bischof von Meaux
- Burguy, Georges-Frédéric (1823–1866), französischer Romanist und Mediävist

### Burgw
- Burgwächter, Till (* 1975), deutscher Schriftsteller und Journalist
- Burgwinkel, Jonas (* 1981), deutscher Jazzmusiker
- Burgwinkel, Josef (1895–1966), deutscher Opernsänger (Bariton) und Schauspieler
- Burgwitz, Hanna (1919–2007), deutsche Theater- und Filmschauspielerin und Schauspiellehrerin

### Burgy
- Bürgy, Johann Conrad (1721–1792), schweizerisch-deutscher Orgelbauer
- Bürgy, Johann Georg (1771–1841), deutscher Orgelbauer
- Bürgy, Nicolas (* 1995), Schweizer Fussballspieler
- Bürgy, Philipp Heinrich (1759–1824), deutscher Orgelbauer

### Burgz
- Burgzorg, Delano (* 1998), niederländischer Fußballspieler